# Sassuolo
Sassuolo (Sasól in dialetto modenese) è un comune italiano di 41 173 abitanti della provincia di Modena, in Emilia-Romagna.
Situata nell'area pedecollinare modenese al confine con la provincia di Reggio Emilia, la città è nota principalmente per la produzione di ceramica e piastrelle, settori che rendono Sassuolo uno dei maggiori centri industriali dell'intera regione. Si stima che l'80% delle piastrelle italiane siano prodotte nel distretto ceramico di Sassuolo e che circa i tre quarti della produzione siano destinati al mercato estero, con un fatturato complessivo di oltre 4 miliardi di euro.

## Geografia fisica

### Territorio
(Mario Montanari, Esperienze Europee, pagina 137)

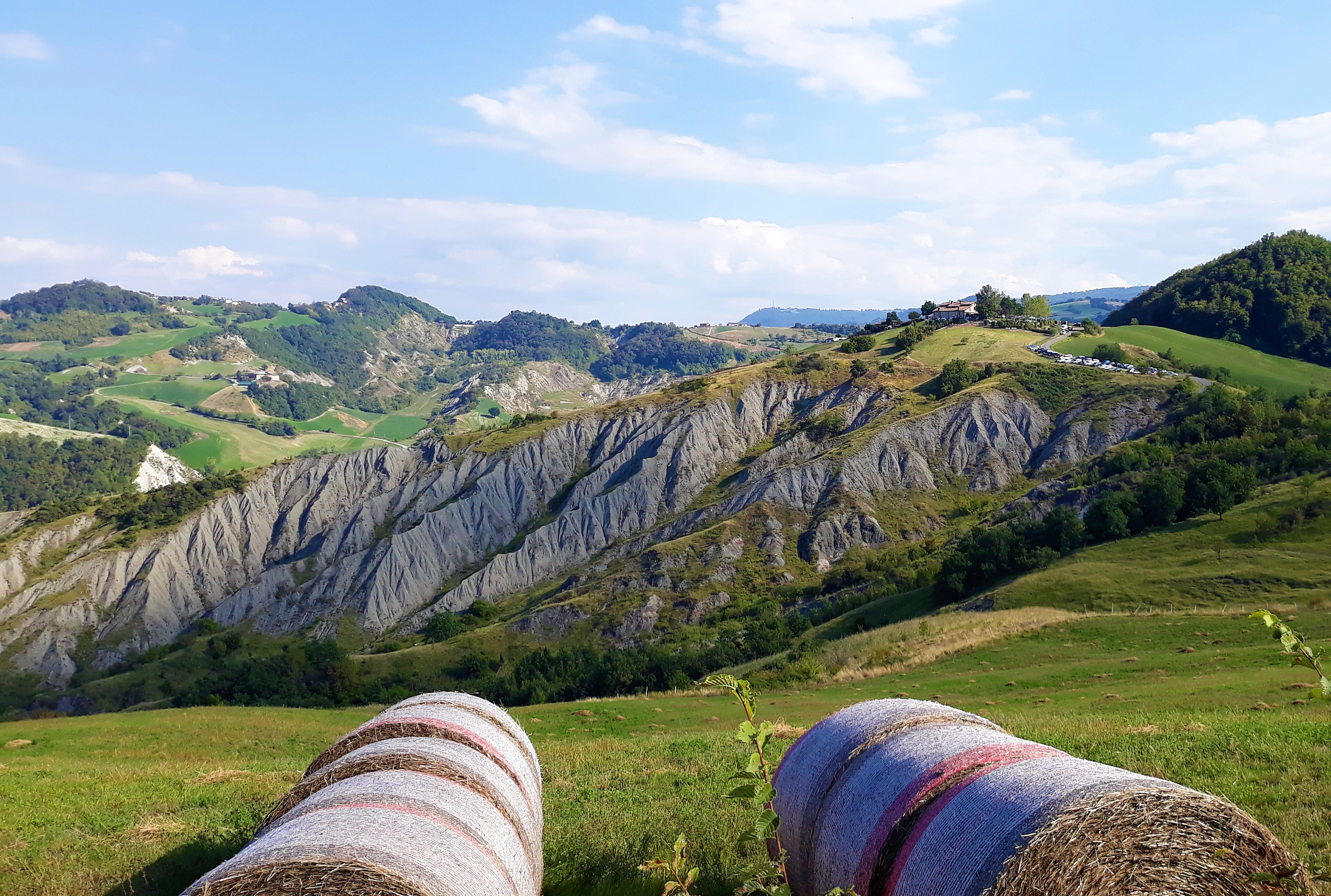
Calanchi a Sassuolo.

Il territorio di Sassuolo, in parte pianeggiante e in parte collinare, è situato nella media valle del fiume Secchia, sulla sua destra idrografica. I rilievi caratteristici della zona sono i calanchi, costituiti da argille scagliose a giacitura caotica, la cui formazione è provocata dall'erosione del terreno. La diversa composizione delle rocce dei calanchi permette alla vegetazione di crescere ugualmente lungo i suoi pendii, mentre invece i calanchi del comune confinante di Fiorano Modenese, risalenti al Pliocene, sono spogli e dirupati.
La presenza del calanco costituisce uno dei motivi principali per cui lo sviluppo economico e industriale nel dopoguerra è stato così forte. L'argilla è infatti la fonte di reddito principale di Sassuolo, poiché agevola la produzione della ceramica.

### Clima

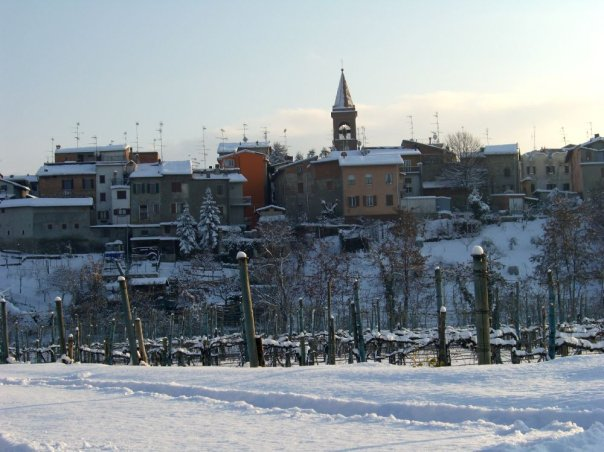
San Michele dei Mucchietti in inverno.

- Classificazione climatica: zona E, 2447 GG[10]

Il clima di Sassuolo è di tipo continentale, con inverni molto freddi ed estati calde ed umide. Significative sono le nevicate, che rendono l'alta pianura Reggiana-Modenese una delle aree più nevose del Nord Italia.
| Mese                | Mesi | Mesi | Mesi | Mesi | Mesi | Mesi | Mesi | Mesi | Mesi | Mesi | Mesi | Mesi | Stagioni | Stagioni | Stagioni | Stagioni | Anno |
| Mese                | Gen  | Feb  | Mar  | Apr  | Mag  | Giu  | Lug  | Ago  | Set  | Ott  | Nov  | Dic  | Inv      | Pri      | Est      | Aut      | Anno |
| ------------------- | ---- | ---- | ---- | ---- | ---- | ---- | ---- | ---- | ---- | ---- | ---- | ---- | -------- | -------- | -------- | -------- | ---- |
| T. max. media (°C)  | 5,4  | 8,2  | 12,5 | 16,9 | 21,8 | 26,0 | 29,0 | 28,3 | 24,2 | 18,3 | 11,9 | 6,4  | 6,7      | 17,1     | 27,8     | 18,1     | 17,4 |
| T. media (°C)       | 2,3  | 4,4  | 8,2  | 12,2 | 16,6 | 20,5 | 23,1 | 22,6 | 19,1 | 13,9 | 8,6  | 3,5  | 3,4      | 12,3     | 22,1     | 13,9     | 12,9 |
| T. min. media (°C)  | −0,8 | 0,7  | 3,9  | 7,5  | 11,4 | 15,1 | 17,3 | 17,0 | 14,1 | 9,6  | 5,3  | 0,6  | 0,2      | 7,6      | 16,5     | 9,7      | 8,5  |
| Precipitazioni (mm) | 61   | 59   | 69   | 80   | 71   | 61   | 44   | 60   | 71   | 93   | 101  | 77   | 197      | 220      | 165      | 265      | 847  |

## Origini del nome
Non si sa di preciso da dove derivi il toponimo di Sassuolo. In merito esistono varie ipotesi, ma le più autorevoli per gli storici sono due: secondo la prima, il nome avrebbe origine dal petrolio che fin dai tempi antichi abbondava naturalmente nella zona, chiamato all'epoca "olio di sasso", mentre per la seconda ipotesi il nome deriverebbe dal latino saxum solum (da cui Saxolum), ovvero "terreno sassoso", e indicherebbe il luogo preciso in cui sarebbero avvenuti i primi insediamenti umani della zona. A supporto della prima ipotesi puntano le numerose testimonianze storiche dell'estrazione di "olio di sasso" nell'area di Montegibbio (anticamente Monte Zibio), usato come medicamento per diverse malattie dai tempi degli antichi romani e fino al XIX secolo, con particolare rilevanza a partire dal XIV secolo.

## Storia

### Età del Bronzo
La presenza delle terramare in territorio sassolese durante l'età del bronzo è attestata dal ritrovamento di un insediamento terramaricolo nei pressi della località di Pontenuovo (o Ponte Nuovo), avvenuto nel 1861 grazie al naturalista modenese Pietro Doderlein, che poi informò della scoperta il collega Pellegrino Strobel, all'epoca insegnante presso l'Università di Parma, e il geologo torinese Bartolomeo Gastaldi; quest'ultimo, dopo aver effettuato personalmente un'ispezione sul luogo, elencò i resti del villaggio rinvenuti, come frammenti di vasi, ciottoli e ossami, e ne descrisse la stratigrafia. Per ulteriori rinvenimenti bisognò però attendere il 1864, quando il professor Giovanni Canestrini, grazie ai finanziamenti del Comune di Modena, condusse degli scavi sui villaggi terramaricoli modenesi, compreso quello di Pontenuovo; l'anno successivo stilò un inventario sugli Oggetti trovati nelle Terremare del Modenese, conservato al Museo Civico Archeologico Etnologico di Modena. Sopralluoghi successivi, effettuati in epoche diverse da Arsenio Crespellani e Fernando Malavolti, delinearono in maniera più precisa la fisionomia dell'insediamento. Dallo schizzo topografico di Crespellani, datato 1870, si deduce che fosse di forma rettangolare e che si trovasse nella zona mediana delle prime colline sassolesi, a fianco della strada provinciale, mentre nei suoi appunti si fa accenno al ritrovamento di alcune sepolture di datazione ignota; Malavolti, da un sopralluogo eseguito il 29 ottobre 1937, evinse che l'antico villaggio fosse esteso circa 1-1,5 ettari. Nessun riferimento, invece, alla presenza di argini o fossati, strutture tipiche degli abitati terramaricoli. I reperti di Pontenuovo sono conservati al Museo Civico Archeologico Etnologico di Modena e al Museo Chierici di Paletnologia nel Palazzo dei Musei di Reggio Emilia.

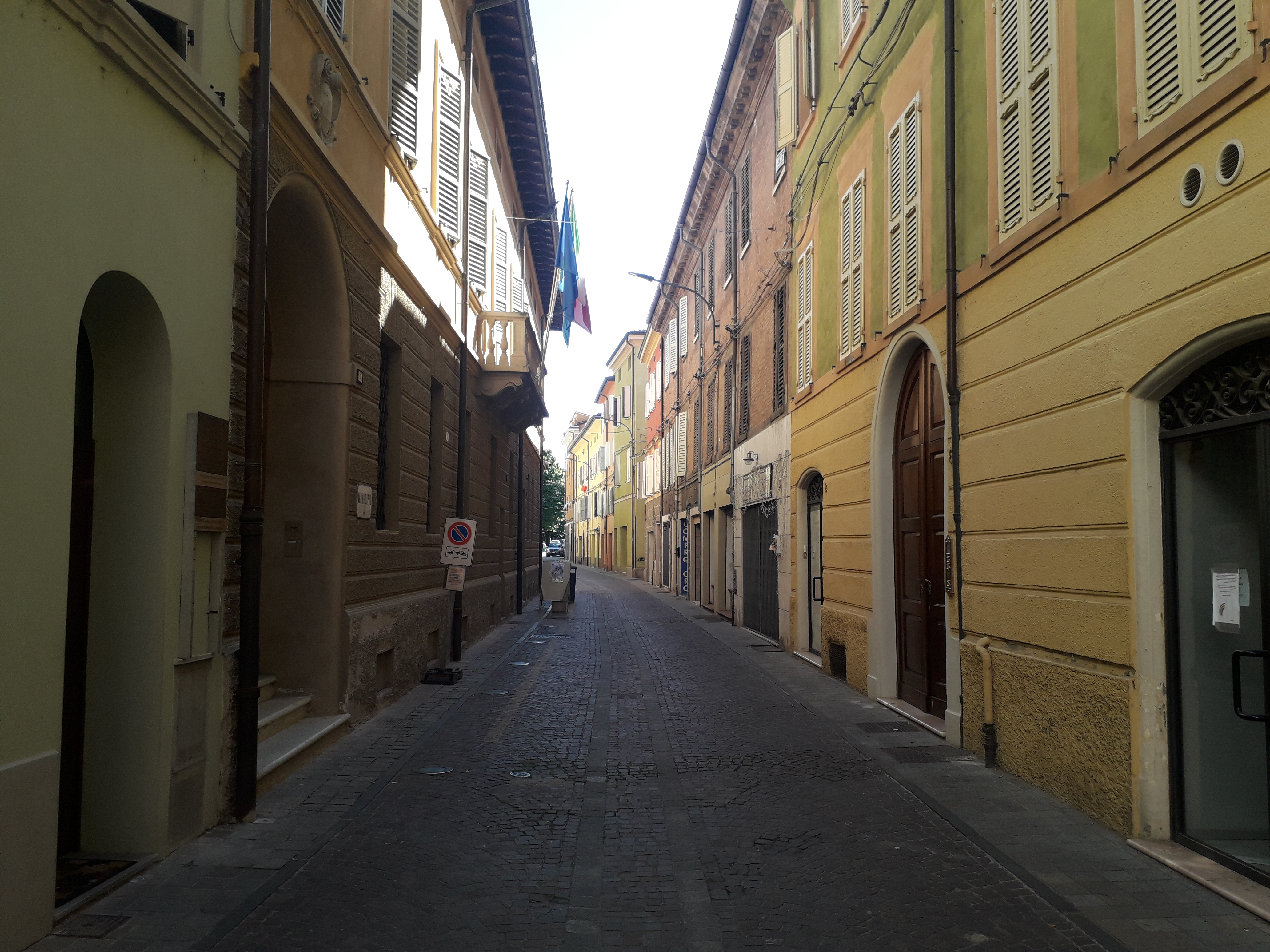
Scorcio di via Lazzaro Fenuzzi

### Celti e Liguri
Da epoche remote i Liguri Friniati abitavano l'Appennino reggiano-modenese, estendendosi dall'alta pianura reggiano-modenese alla Lunigiana e Garfagnana, con cui confinavano con i Liguri Apuani. Un importante testimonianza della loro presenza nel territorio sassolese deriva da valle Urbana, toponimo derivato dalla tribù ligure degli Urbanates. Un'altra importante testimonianza ligure rappresenta il fiume Secchia, anticamente denominato Gabellus, toponimo di origine celto-ligure.
A seguito della grande invasione gallica del Nord Italia nel IV secolo a.C., i Liguri Friniati sono sospinti dall'alta pianura alle alture dell'Appennino. Sassuolo è localizzata nel cuore del territorio insediato dai Galli Boi, comprendente l'alta-media pianura e la fascia collinare compresa tra la provincia bolognese occidentale e il parmense. I Galli Boi rappresentano la tribù celtica più potente e numerosa che insediò il Nord Italia, ed insieme agli Insubri furono la popolazione che oppose maggiore resistenza all'occupazione romana della Gallia Cisalpina. Con la sottimissione dei Boi e dei Friniati nel II secolo a.C. inizia il processo di romanizzazione. In questo periodo la popolazione locale adotta gli usi e i costumi romani, e il latino inizia diffondersi, sovrapponendosi progressivamente alla lingua gallica e dando vita al sostrato celtico che sopravvive tuttora nelle lingue gallo-italiche di cui il dialetto sassolese fa parte.

### Romani e Longobardi
Sassuolo fu abitata anche in epoca romana, e ciò è deducibile grazie al ritrovamento, nella zona collinare di Montegibbio, di numerosi reperti archeologici risalenti a quel periodo, come le fondamenta di una villa dedicata alla dea Minerva, scoperte nel corso di lavori di scavo effettuati tra il 2006 e il 2007 da Francesca Guandalini con il patrocinio della Soprintendenza per i Beni Archeologici dell’Emilia-Romagna e del Comune di Sassuolo. La sequenza insediativa della villa è suddivisa in quattro fasi, la prima del I secolo a.C., le altre tre dell'epoca imperiale (la più recente è databile al V-VI secolo). I resti romani più antichi ritrovati a Montegibbio sono però quelli di una fornace risalente alla fine del II secolo a.C., usata sia per la costruzione della villa che per la fabbricazione di anfore e vasi.
Una traccia della presenza dei Longobardi a Sassuolo è data dalla toponomastica: parte del toponimo della frazione di San Michele dei Mucchietti è di chiara derivazione longobarda (il culto dell'Arcangelo Michele era molto sentito presso il popolo germanico), così come quello della località sassolese di Braida, che in epoca medievale aveva il significato di "prato" o "campo suburbano".

### Signoria dei Della Rosa
Il borgo di Sassuolo viene citato per la prima volta in un atto notarile del 980. Nel 1039 entrò a far parte dei domini di Bonifacio di Canossa, passati poi nel 1076 alla figlia Matilde. Alla morte di quest'ultima, il borgo riuscì ad ottenere l'indipendenza sia da Modena che dai nuovi sovrani di Toscana, divenendo libero comune. Nel 1178 i sassolesi strinsero un patto di alleanza con il comune di Modena, poi rinnovato nel 1187.
In un documento datato 14 aprile 1191, viene riportato che il nobile Cacciaguerra, già signore di Magreta, titolo che aveva ereditato dal defunto padre biologico, prestò giuramento assieme al fratello Guido e divenne signore di Sassuolo. Cacciaguerra e Guido sono citati come figli di una certa Agnese e del marito Ugo da Montemagno, un potente nobile modenese, ma in realtà erano appunto figli del compianto signore di Magreta, primo marito di Agnese. Ciò proverebbe, sempre secondo le fonti a disposizione, che i signori di Magreta e quelli di Sassuolo appartenevano alla stessa casata.

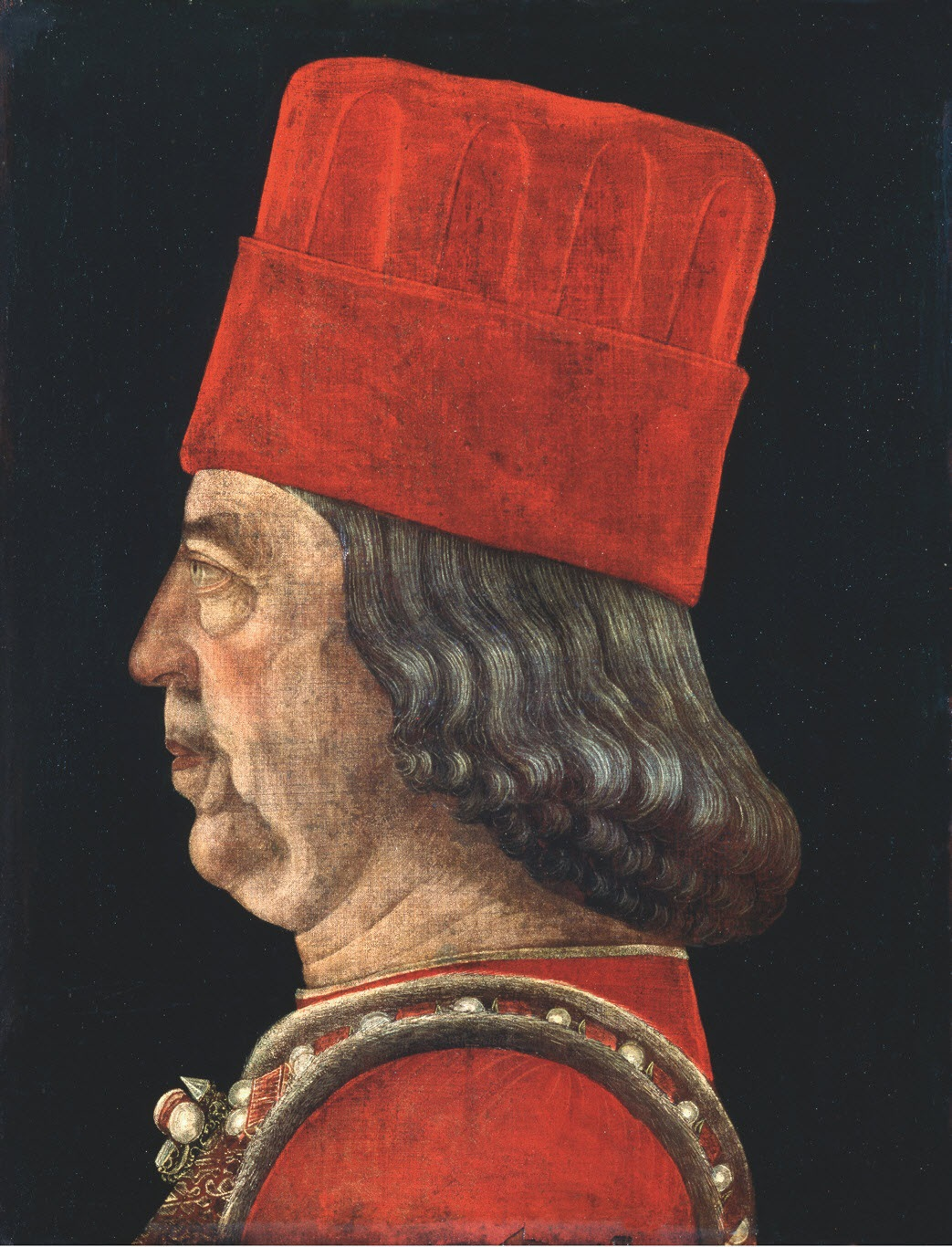
Ritratto di Borso d'Este, dipinto di Baldassarre d'Este. Borso fece trasformare l'antica rocca in una vera e propria residenza signorile di villeggiatura.

Nello stesso documento, fu citato per la prima volta il cognome Della Rosa, attribuito per ragioni sconosciute a Guido ma non a Cacciaguerra. Da Guido Della Rosa, padre di Manfredo e Tommaso, derivò la discendenza che governò il borgo fino al 1373, anno in cui un certo Manfredino Della Rosa fu sconfitto dagli Estensi di Ferrara, Modena e Reggio Emilia, così Sassuolo passò sotto il dominio di questi ultimi, nonostante un altro membro della famiglia Della Rosa, Francesco, avesse tentato invano, nel 1393, di recuperare il feudo della propria famiglia.

### Primo dominio degli Este
Sotto il dominio degli Este, iniziato con il governo di Alberto V d'Este, i cittadini sassolesi persero la loro indipendenza da Modena e furono costretti a pagare nuove tasse, mentre invece furono dispensati dal pagamento dei dazi. Alberto V morì nel 1393 e fu succeduto dal figlioletto Niccolò III, che all'epoca aveva solo dieci anni. Una volta divenuto adulto, nel 1432 affidò il governo di Sassuolo e dei territori circostanti al suo ministro Jacopo Giglioli, che però cadde in povertà nel 1434 e fu succeduto fino alla fine del secolo da una lunga schiera di podestà, che agirono per conto dei marchesi Leonello (1441-1450), Borso (1450-1471) ed Ercole I d'Este (1471-1499), tutti e tre figli di Niccolò. Infine, nel 1499, Sassuolo fu ceduta da Ercole I, divenuto duca di Ferrara, all'ex co-signore di Carpi Giberto III Pio.

### Signoria dei Pio

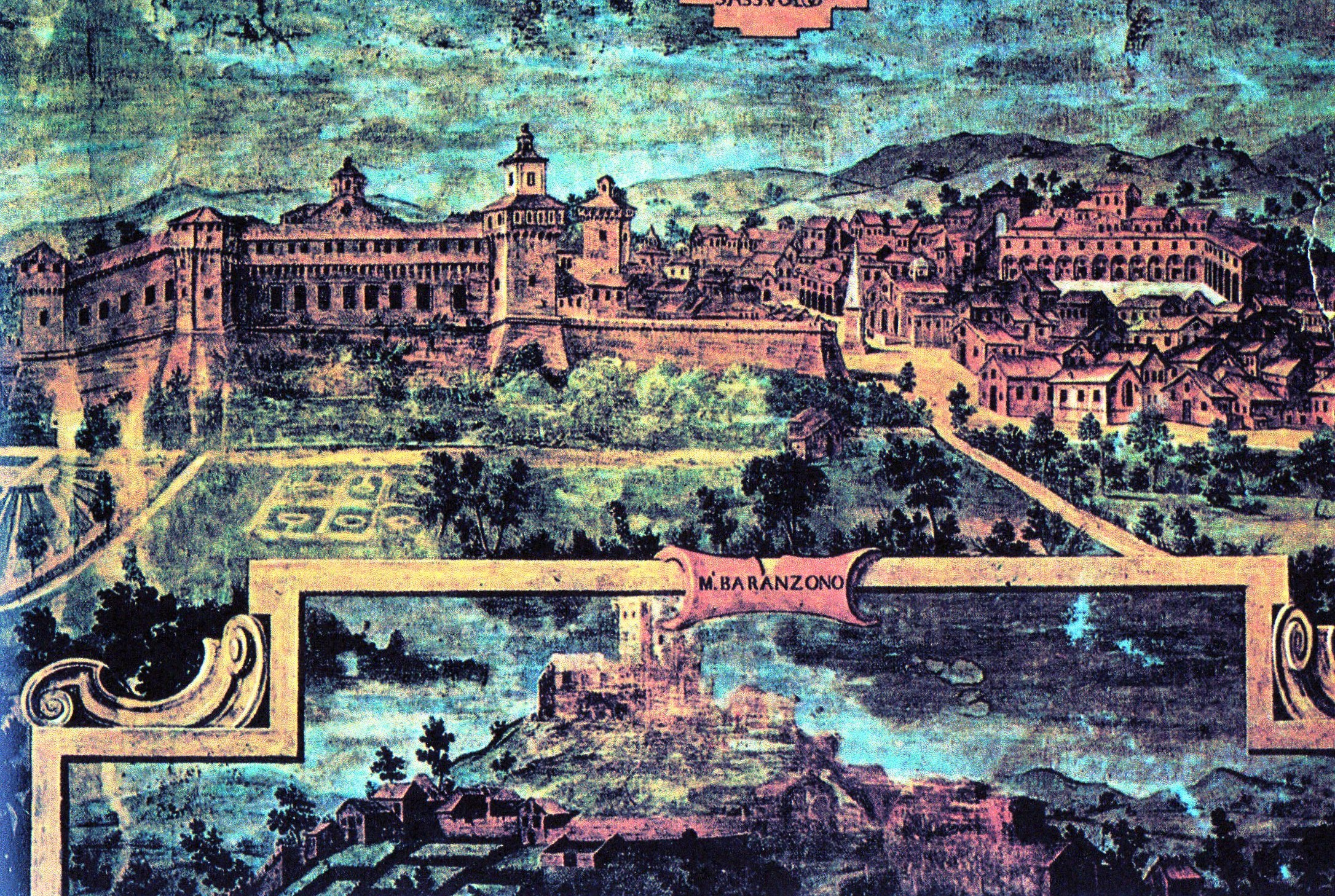
Un affresco di Cesare Baglione nel castello di Spezzano, raffigurante la rocca di Sassuolo nel 1586 - 1595.

Essendo Giberto Pio gravemente malato (si ferì in guerra contro le truppe di Cesare Borgia), l'investitura fu ricevuta dal di lui figlio, Alessandro, che all'epoca aveva solo dodici anni. Giberto morì il 26 settembre 1500 e la reggenza di Sassuolo fu assunta dalla moglie Eleonora Bentivoglio, figlia del signore di Bologna Giovanni II Bentivoglio e di Ginevra Sforza. Nel 1503, la vedova Pio ottenne dal duca Alfonso I d'Este il permesso di organizzare a Sassuolo delle fiere libere dai dazi, le cosiddette Fiere d'Ottobre, che si svolgono tutt'oggi.
Il 5 giugno 1501 un potente terremoto distrusse i castelli di Montegibbio, di Maranello e di Castelvetro e causò ingenti danni a tutti gli insediamenti del territorio, tra cui Sassuolo. Le cronache del tempo parlano di ruina de Sasolo.
Nel 1505 Alessandro Pio, ormai adulto, cominciò a governare al posto della madre. La sua reggenza fu però caratterizzata dalle terribili lotte tra il Papato e gli Estensi, a causa delle quali fu costretto a cedere brevemente al comune di Modena il feudo sassolese, per poi recuperarlo successivamente. Alessandro Pio si occupò poi di ampliare il paese a livello urbanistico, facendo costruire l'odierna piazza Garibaldi con l'annessa torre dell'orologio. Morto prematuramente nel 1517 (secondo altre fonti nel 1518), il governo fu ripreso dalla madre Eleonora in nome di Giberto II, suo nipote. Quest'ultimo, salito al potere in un periodo di pace, si occupò principalmente della restaurazione e dell'abbellimento del castello dei Pio, fatto costruire nel secolo precedente da Borso d'Este. Rimasto senza prole maschile, gli successe il cugino Ercole, che si occupò di rinnovare la legislazione sassolese promulgando, nel 1561, i cosiddetti Statuti di Ercole Pio, con l'intento di affermare definitivamente l'indipendenza dalla Signoria da Modena.
Ultimo signore di Sassuolo fu Marco Pio di Savoia, figlio di Ercole, inizialmente sotto la reggenza dello zio Enea, essendo troppo piccolo per governare. Marco era solito contrapporsi alla supremazia degli Estensi di Modena e desiderava che la sua Signoria fosse considerata al pari delle altre, perciò prese parte ad alcuni conflitti sia in Italia che in Europa, come quello delle Fiandre. L'ambiziosità del Pio fu però mal vista dagli Estensi, i quali, secondo alcuni storici, ne avrebbero ordinato l'uccisione. Il 10 novembre, mentre si trovava a Modena, subì un grave attentato, morendo diciassette giorni dopo senza alcun erede maschile. Sassuolo quindi, nonostante la contrarietà dello zio di Marco, Enea, passò nuovamente sotto il controllo degli Estensi all'inizio del Secolo XVII.

### Secondo dominio degli Este

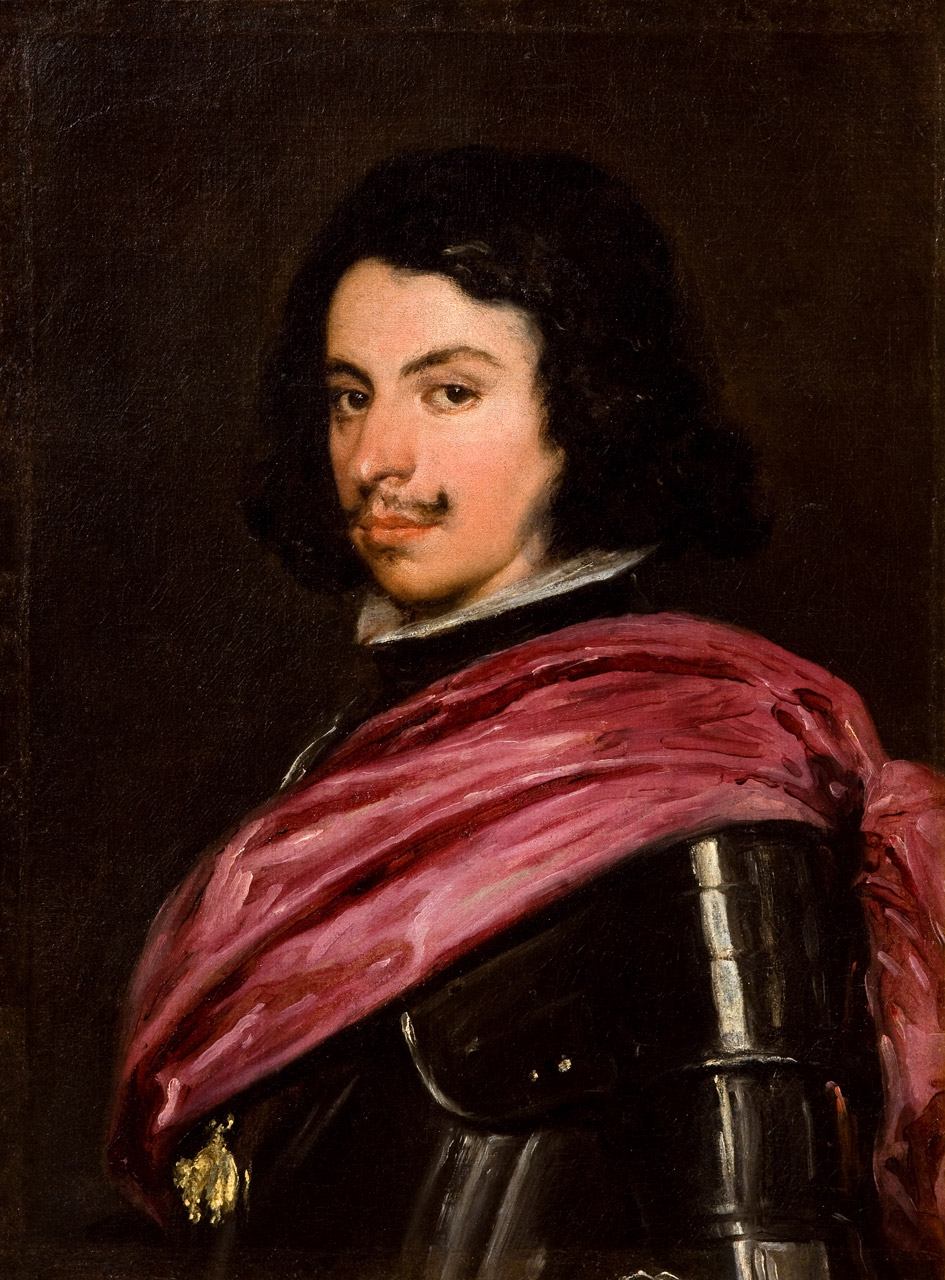
Ritratto di Francesco I d'Este, dipinto di Diego Velázquez, 1638. L'opera è conservata alla Galleria Estense di Modena.

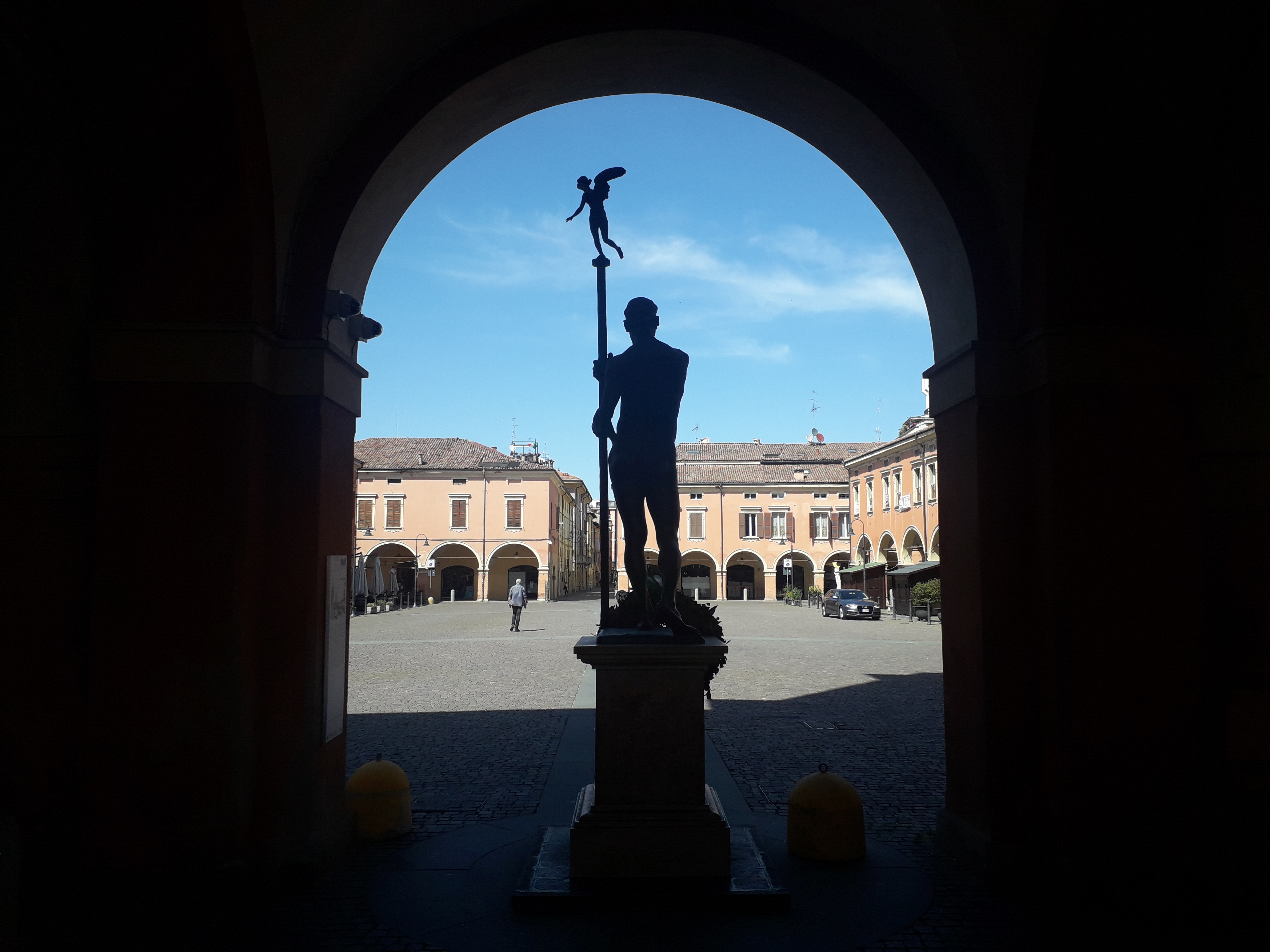
Controluce di Piazza Garibaldi

Con il ritorno degli Estensi, furono concessi nuovi privilegi ai cittadini, come la possibilità di emigrare e l'esenzione da alcuni dazi, riproponendo privilegi, esenzioni e immunità concesse ai sassolesi dai duchi del primo dominio estense. Sassuolo inoltre fu scelta come sede di villeggiatura, e già dal settembre 1609, durante il governo di Cesare d'Este, la moglie e i figli del duca si trasferirono nella cinquecentesca Palazzina della Casina per beneficiare dell'aria salubre che si respirava. Il duca Francesco I d'Este, che governò dal 1629 al 1658, volle invece esaltare lo splendore di Sassuolo incaricando l'architetto Bartolomeo Avanzini di trasformare il castello dei Pio in un vero e proprio palazzo. Gli affreschi furono commissionati al pittore francese Jean Boulanger e le tele ad artisti quali il Guercino e Salvator Rosa. I successori di Francesco I contribuirono ulteriormente all'abbellimento del Palazzo Ducale e del paese intero, specialmente Francesco III (1737-1780), che si occupò anche della costruzione della Via Vandelli, utilizzata come collegamento con la Toscana e poi sostituita dalla via Giardini.

### Occupazioni straniere
Alla fine del XVIII secolo, più precisamente il 14 novembre 1796, Sassuolo fu occupata dalle truppe di Napoleone Bonaparte e attraversò un periodo di grande crisi economica, provocata dalle tensioni sociali che si manifestavano in frequenti lotte intestine tra filo-francesi e antifrancesi. Nel 1814, sconfitto Napoleone, il ducato di Modena, con Sassuolo, passò nelle mani di un ramo cadetto della casa asburgica, strettamente imparentata con gli storici duchi, gli Austria-Este. Il nuovo duca Francesco IV tentò di restaurare l'equilibrio politico del periodo prenapoleonico, ma incontrò l'opposizione dei sassolesi, che desideravano l'Unità d'Italia. Il suo successore, Francesco V, abdicò l'11 giugno 1859, ponendo fine per sempre al dominio degli Estensi su Sassuolo. Ne seguì la riforma distrettuale del territorio, con Sassuolo che fu definitivamente divisa da Fiorano, in precedenza sua frazione e ora comune autonomo, e l'inclusione del paese di San Michele dei Mucchietti nel territorio comunale (1816).

### Unità d'Italia e guerre mondiali

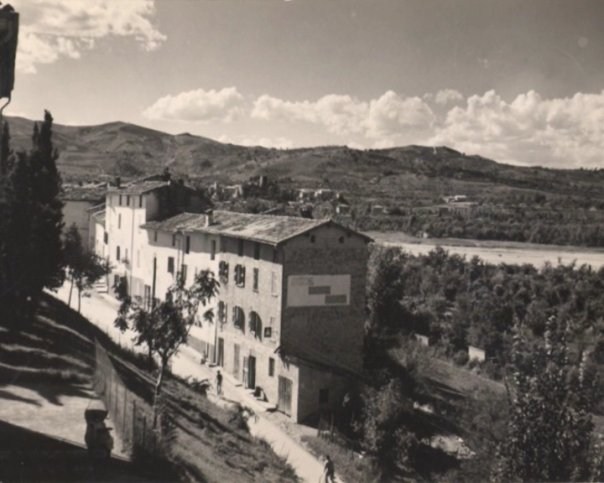
Foto d'epoca della via principale di San Michele dei Mucchietti.

A seguito dell'Unità d'Italia, Sassuolo attraversò un periodo di grande sviluppo urbanistico e aumento demografico. La giunta comunale liberal-conservatrice, che governò il paese tra il 1860 ed il 1902, ordinò la realizzazione del ponte Sassuolo-Veggia sul fiume Secchia (1872) e di una strada che collegasse il paese con la frazione collinare di Montegibbio (1863). In più, furono costruite le ferrovie Sassuolo-Modena e Sassuolo-Reggio Emilia, inaugurate rispettivamente nel 1883 e nel 1892. Con la giunta democratica, invece, Sassuolo e la frazione di San Michele dei Mucchietti beneficiarono di nuovi servizi pubblici, come la luce elettrica, la linea telefonica (1908), l'asilo infantile, il palazzo delle scuole (1909) e quello delle Poste.
Dal 1914, in concomitanza con l'inizio della Grande Guerra, si susseguirono giunte di cattolici e socialisti (1920-21) fino ad arrivare alla salita al potere del fascismo nel 1923.

#### Seconda guerra mondiale
Dopo la caduta del fascismo il 25 luglio 1943, anche a Sassuolo il pluralismo dei partiti si ricostituì, uscendo dalla clandestinità.
In seguito all’annuncio di Badoglio dell’avvenuto armistizio l’8 settembre 1943, la città fu subito occupata dalle forze armate tedesche e il 9 settembre si manifestò una prima forma di resistenza militare dell’Esercito italiano ai tedeschi da parte dei soldati e cadetti dell’Accademia militare di Modena, che aveva la sua sede estiva nel Palazzo Ducale di Sassuolo, al comando del generale Ugo Ferrero. Dopo due ore e mezza di combattimento, dopo la morte del soldato Ermes Malavasi e una ventina di feriti, la guarnigione e il generale Ferrero dovettero arrendersi.
Nell'immediatezza dell’evento si sviluppò in città una forma di resistenza disarmata da parte della popolazione di Sassuolo che nascose, rifocillò e rivestì di abiti civili i cadetti e soldati sbandati italiani e in seguito i prigionieri di guerra inglesi e russi fuggiti dai campi di prigionia, oltre agli ebrei in fuga. Furono inoltre subito raccolte e inviate in montagna le armi abbandonate. Intanto si ricostituiva anche a Sassuolo il governo fascista collaborazionista come Repubblica Sociale Italiana.
Per iniziativa del comunista Ottavio Tassi era nato un Comitato di Liberazione Nazionale locale formato da tutte le forze politiche democratiche sassolesi e la resistenza assunse infine una forma anche armata: il 7 novembre 1943, uno dei primi in Italia e nella Provincia di Modena, saliva nella montagna dell’Appennino modenese e reggiano il gruppo sassolese autonomo guidato da Giovanni Rossi, coadiuvato da Giuseppe Barbolini e dal tenente salernitano Ugo Stanzione. Intanto l’apporto dei cittadini, ed in particolare delle donne sassolesi, operanti nelle SAP, Squadre di Azione Patriottica, per i rifornimenti e gli aiuti a chi combatteva diveniva costante.
Durante il conflitto anche Sassuolo fu scossa da alcuni fatti di sangue. Il 23 giugno 1944 avvenne uno scontro a fuoco tra due partigiani e una motocarrozzetta di tedeschi presso Levizzano, frazione di Baiso, nel quale perse la vita il partigiano sassolese Stefano "Nino" Piccinini. Il suo compagno, Giorgio Fontana (detto Geppo), di Castellarano, fu catturato, torturato e giustiziato il giorno stesso presso il muro dello Stadio Enzo Ricci di Sassuolo. Il 12 ottobre 1944 a Manno di Toano furono brutalmente assassinati undici partigiani sassolesi: Luigi Cervi, Nino Fantuzzi, Walter Gandini, Enrico Gambarelli, Clodoveo Galli, Alete Pagliani, Vittorio Roversi, Franco Spezzani, Mario Veroni, Vincenzo Valla e Walter Zironi. Il 17 gennaio 1945 fu invece eseguita la fucilazione dei partigiani Giuseppe Rebottini ed Ezio Consolini presso il muro esterno del Cimitero Monumentale di San Prospero, come rappresaglia per la recente uccisione di Antonio Vandelli, milite della Guardia Nazionale Repubblicana.
Dopo venti mesi di guerra e di dura occupazione militare Sassuolo fu liberata dalle formazioni partigiane nella sua parte meridionale già alle ore 16,30 del 22 aprile 1945, dopo aver portato alla resa i tedeschi nel combattimento di Villa Segré, e nella prime ore del mattino del 23 aprile in altri punti della città. Nella tarda mattina del 23 aprile 1945, giorno del santo patrono Giorgio, alcuni mezzi corazzati della Forza di spedizione brasiliana occupavano le principali piazze. I militari prigionieri tedeschi, italiani e di varia provenienza, dei quali Ottavio Tassi tenne il computo per nazionalità, fra essi circa una ventina di sbandati del battaglione San Marco catturati nella palestra dello Stadio Comunale, furono provvisoriamente reclusi in un’ala del Palazzo Ducale in custodia della polizia partigiana e, dopo alcune settimane di prigionia, consegnati alle forze alleate per essere condotti nei campi di detenzione.
Indagini dirette in prima battuta dalla procura di Modena con il sostituto procuratore Andrea Claudiani, poi dalla Procura militare di La Spezia, cui hanno collaborato i Carabinieri di Sassuolo, sulla base dei referti di un ente nazionale di ricerca, dell’Istituto di Medicina legale di Modena, diretto dal professor De Fazio, di un geologo e di un perito balistico, hanno appurato che tutti i campioni di resti umani, tra i quali resti di bambini, rinvenuti nel cortile del Palazzo nel corso di lavori di manutenzione, sono da ascrivere a un arco temporale compreso tra il 1280 e il 1840-50 e non si tratti di vittime di una strage di prigionieri lì avvenuta ad opera di partigiani.
Sassuolo non fu tuttavia esente da episodi criminosi verificatisi nel periodo immediatamente successivo alla fine della guerra. Il 13 maggio 1945 i partigiani prelevarono dalle loro abitazioni i cittadini sassolesi Umberto Matteotti, Mario Monti, Carlo Mucchi, Giuseppe Bonilauri e Battista Prandini, poi tutti assassinati sul greto del fiume Secchia. Stesso destino toccò al veterinario Umberto Rubbiani, ucciso però in un giorno diverso e con modalità differenti. Nel 1946 si verificarono altri due omicidi: quello dell'avvocato reggiano Ferdinando Ferioli (figlio di Aristide, l'ultimo sindaco liberale di Sassuolo prima dell'avvento del fascismo), avvenuto il 24 agosto presso la sua villa di San Michele dei Mucchietti, e quello del proprietario terriero Luigi Giuliani, ucciso a rivoltellate sulla via di casa il 10 luglio, entrambi avvenuti per mano di ex partigiani comunisti.
La Città di Sassuolo è stata insignita della "Croce di guerra al Valor Militare al Gonfalone".

### Simboli
I simboli del comune sono:
- Stemma, che risulta così blasonato:

- Gonfalone civico:

Non risulta esserci una formale concessione da parte dello Stato.

### Onorificenze
Sassuolo è tra le città decorate al valor militare per la guerra di liberazione, insignita della croce di guerra al valor militare per i sacrifici delle sue popolazioni e per l'attività nella lotta partigiana durante la seconda guerra mondiale:

## Monumenti e luoghi d'interesse

### Architetture religiose

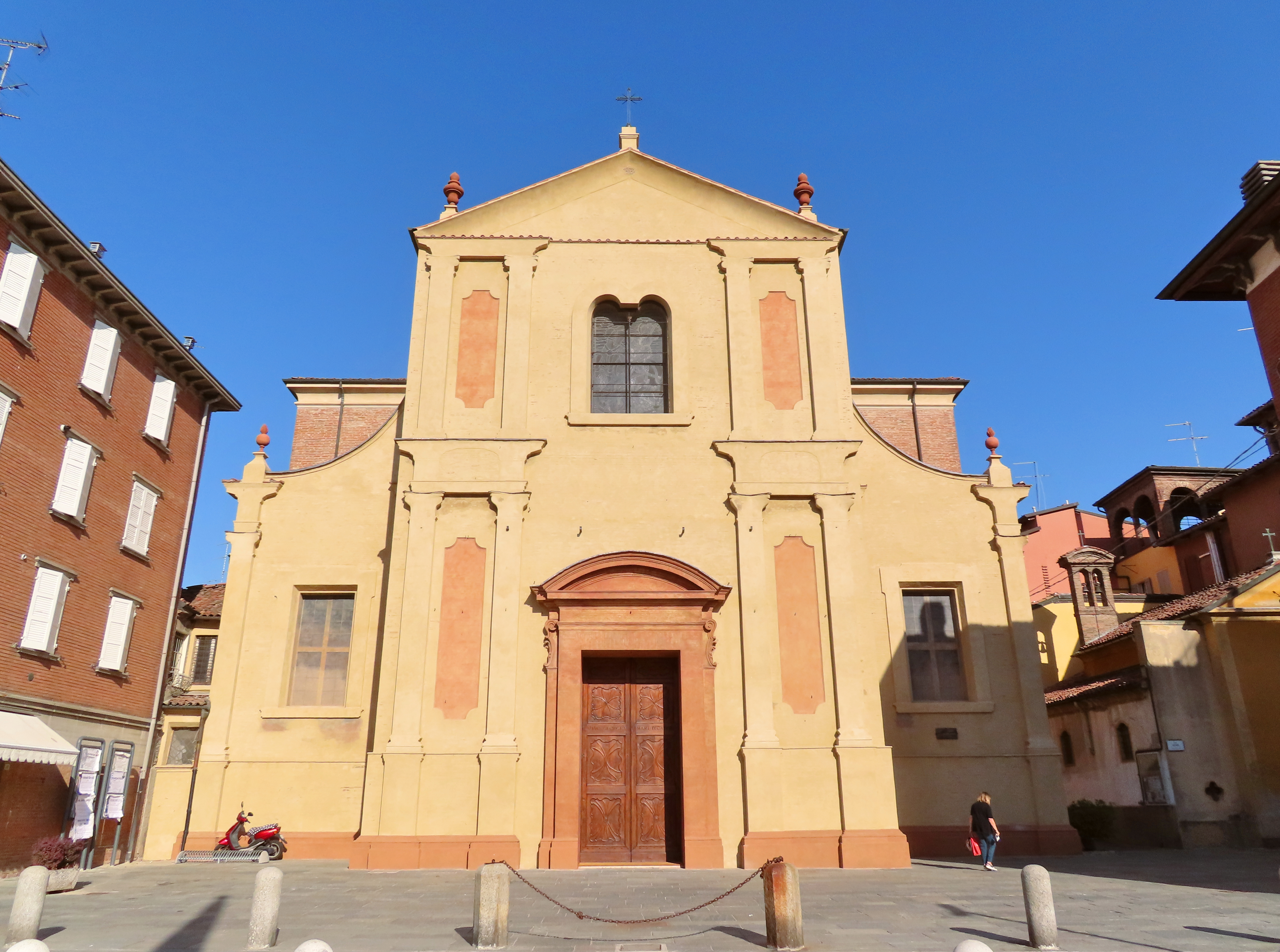
Chiesa di San Giorgio.

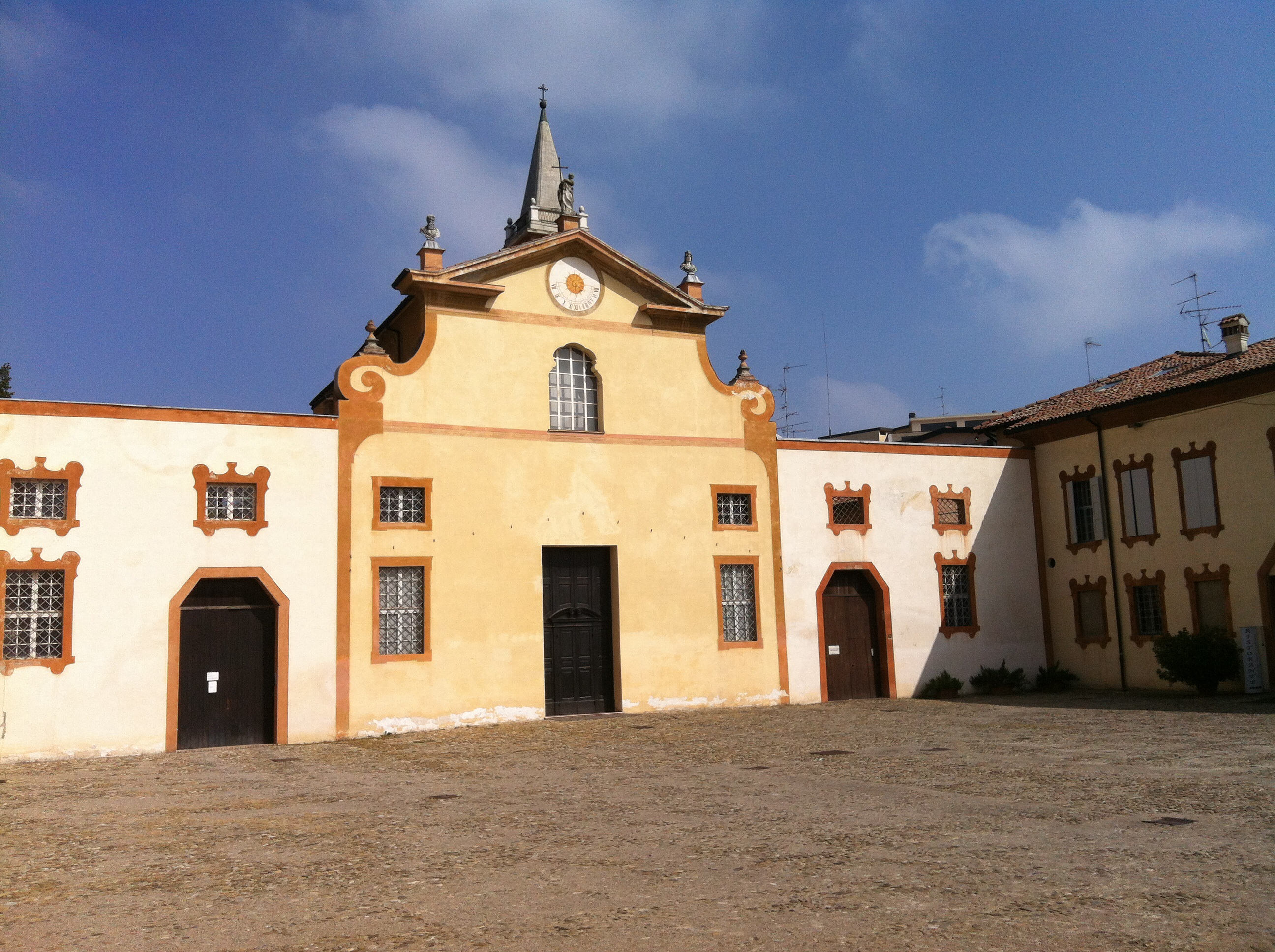
Facciata della chiesa di San Francesco in Rocca.

Chiesa di San GiorgioSituata in piazza Martiri Partigiani, è il principale luogo di culto della città. La sua data di fondazione è sconosciuta: alcune fonti la collocano nel 1318, altre nel 1374. Intitolata a San Giorgio alla fine del XIV secolo, ricevette il titolo di chiesa parrocchiale nel 1375 e di collegiata nel 1629, mentre nel 1624, grazie alla bolla di Papa Urbano VIII, fu separata definitivamente dalla pieve di Castellarano dalla quale dipendeva. Nel 1755 l'architetto veneziano Pietro Bezzi fu incaricato di costruire una nuova chiesa basandosi sugli standard dell'architettura emiliana dell'epoca, ma nel 1757 fu sostituito da Domenico Lucenti e Giovanni Battista Massari, i quali apportarono diverse modifiche al progetto originale. Il nuovo edificio, aperto al pubblico nel 1762 e consacrato nel 1881, è quello visibile oggigiorno. Degna di nota è la pala del Boulanger (Madonna col Bambino in gloria e i santi Giorgio, Aurelia, Francesco, Ruffino, Domenico e Antonio da Padova), realizzata tra il 1646 e il 1649 e restaurata nel 1984. Di fronte alla chiesa di San Giorgio è collocata la cosiddetta "Guglia": fu l'ambizioso Marco Pio di Savoia a farla erigere nel 1591 con l'iscrizione Marcus Pius de Sabaudia Princeps Saxoli, per sottolineare la sua ferma opposizione alla supremazia degli Estensi, rappresentata dalla Ghirlandina di Modena.

Chiesa di San Francesco in RoccaFu costruita negli anni 1650-53 su disegno di Bartolomeo Avanzini. Eretta accanto al Palazzo Ducale, aveva la funzione di cappella della famiglia d'Este: era infatti collegata al palazzo principale da un passaggio segreto, che i duchi di Modena percorrevano per andare ad assistere alla messa. La chiesa fu affrescata dal francese Jean Boulanger, lo stesso che si occupò delle decorazioni del Palazzo Ducale, mentre la pala d'altare (Estasi di San Francesco, 1654) è opera del pittore fiammingo Michele Desubleo. Nella cappella di destra è custodita una reliquia originaria della Turchia, il Santissimo Crocifisso, chiamato comunemente "Sacro Tronco", esposto una sola volta all'anno durante la processione del giovedì santo. Il crocifisso, già in Italia dal 1450, fu portato a Sassuolo nel 1587 da Marco III Pio, lo stesso che l'anno successivo fondò la Confraternita del SS Crocifisso, presente tutt'oggi. Nella parete opposta a quella del Sacro Tronco è invece presente un altare dorato con incastrato al suo interno un frammento di affresco risalente al XV secolo, la cosiddetta Madonna del Pellegrino. San Francesco in Rocca ha in realtà origini molto più antiche: una prima chiesa, edificata sul lato opposto della piazza, fu costruita nel XIV secolo per volere di Francesco II Della Rosa, mentre nel XVI secolo Enea Pio, zio di Marco III, ne fece edificare una nuova sul medesimo sito.

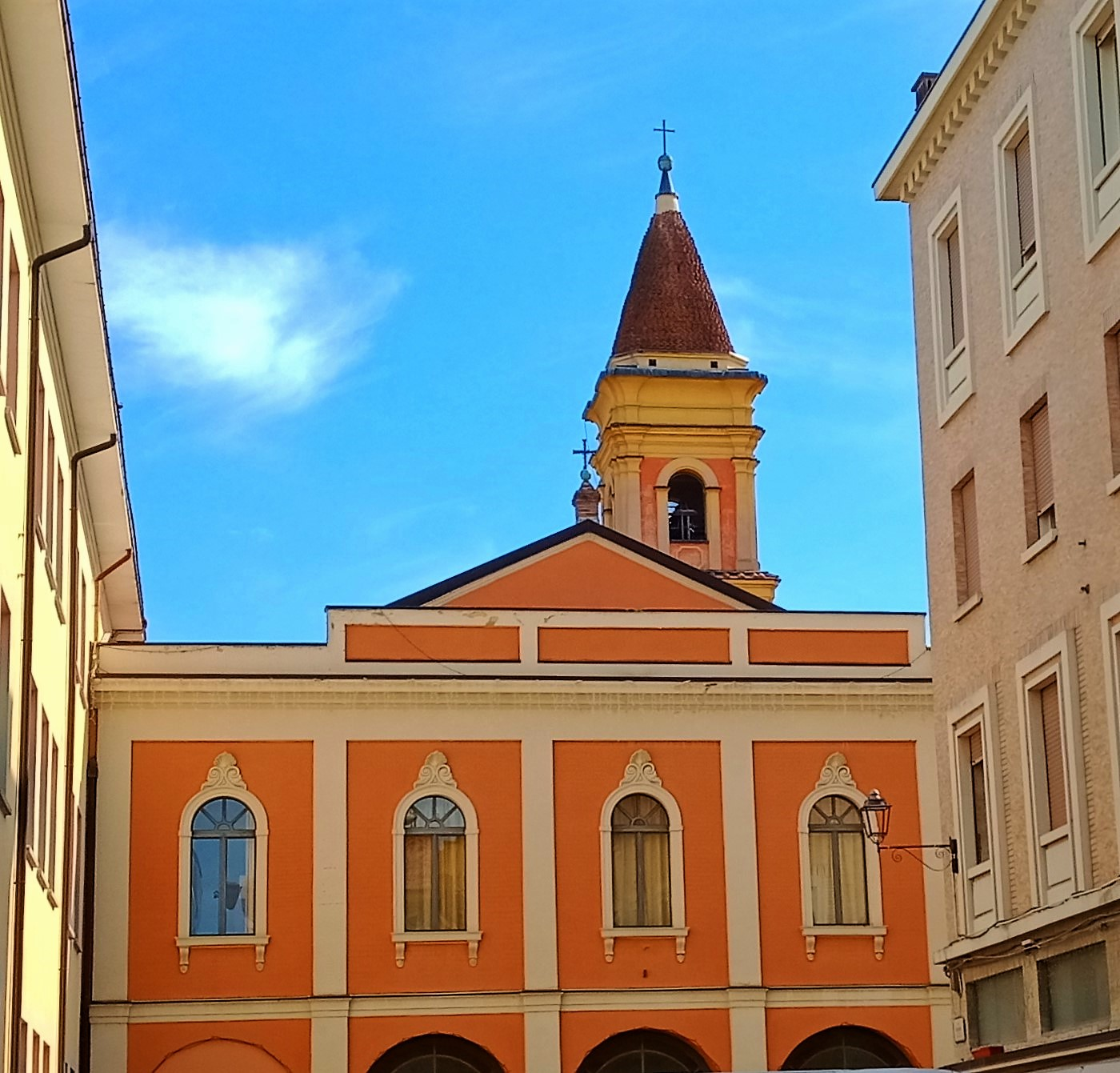
Chiesa di San Giuseppe.

Chiesa di San GiuseppeCostruita nel 1640 grazie ai finanziamenti di Costanzo Teggia, sorge sulle ceneri di un precedente oratorio, risalente al XV secolo e utilizzato dai membri della famiglia Pio come luogo di sepoltura. La chiesa fu abitata prima dai padri Serviti di Bologna, giunti nel XVI secolo su invito di Eleonora Bentivoglio vedova Pio, poi dai frati minori conventuali, cacciati nel 1796 con l'arrivo a Sassuolo delle truppe napoleoniche. Oggi l'edificio, di proprietà del comune di Sassuolo, è la sede di una scuola paritaria. La pala d'altare (San Giuseppe in gloria fra san Costanzo Vescovo e san Filippo Benizzi, 1640 o 1645), commissionata da Costanzo Teggia, è opera del veronese Antonio Giarola. Da citare è anche la Madonna del Merlo, dipinta nel 1452 da Raffaele Calori su uno dei merli dell'antica rocca di Sassuolo e attualmente conservata nei pressi del presbiterio.

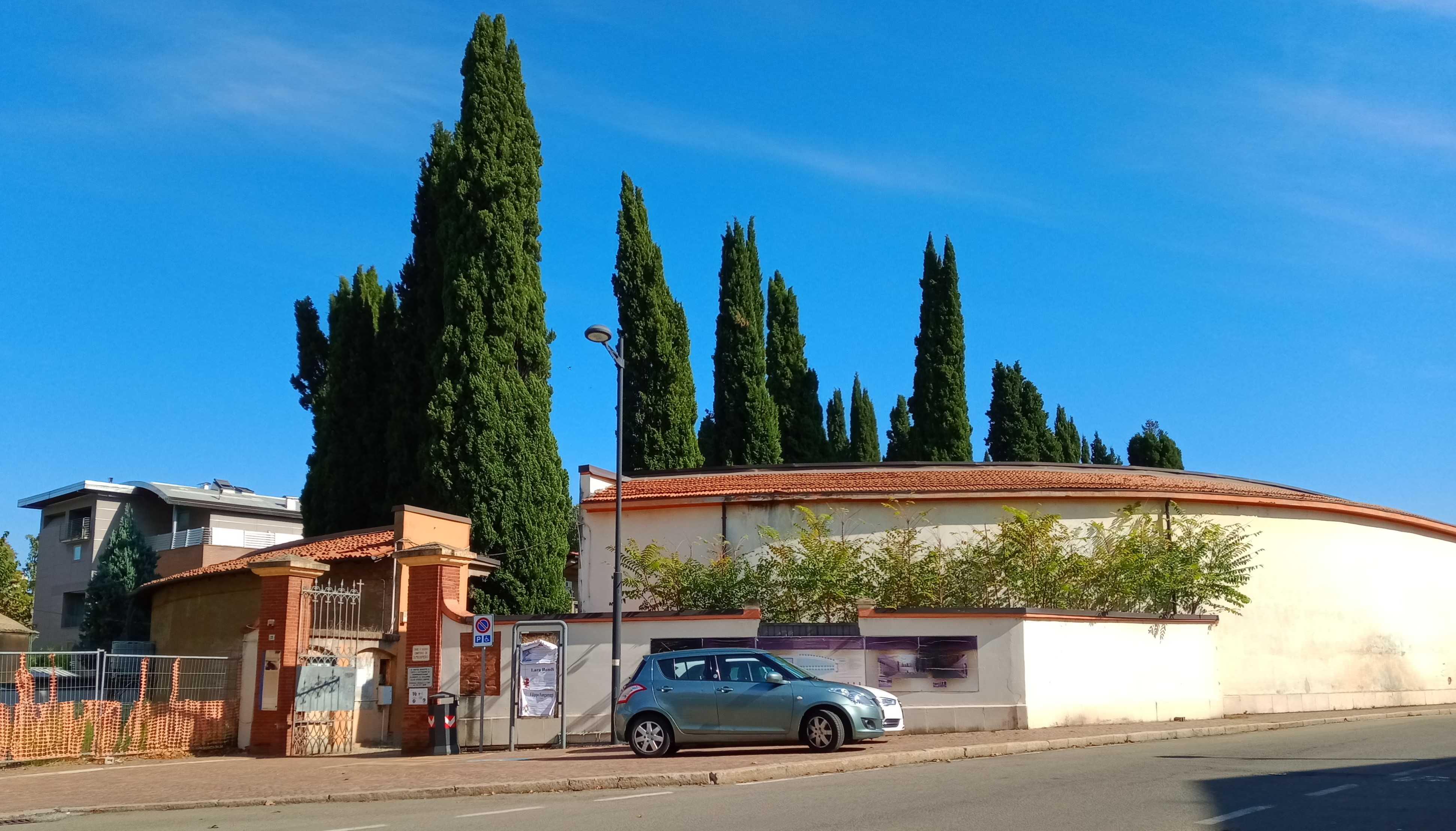
Ingresso principale del cimitero.

Cimitero monumentale di San ProsperoIl camposanto monumentale di San Prospero, costruito dall'architetto Giovanni Lotti sul sito in cui erano state seppellite le vittime della peste del 1630, iniziò ad essere utilizzato per le sepolture nel 1801. Fu poi sottoposto diverse volte a dei lavori di ingrandimento fino al raggiungimento, nel 1924, delle attuali dimensioni. Il cimitero ha una forma "a campana" ed è attraversato da un lungo viale centrale, in fondo al quale è ubicata una piccola chiesetta, con al suo interno un'immagine della Beata Vergine delle Lacrime. La chiesa inizialmente era una semplice cappella, poi nel 1660 fu trasformata dal parroco G. Battista Paltrinieri nell'edificio attualmente visitabile. Il campanile, più recente, risale invece al 1858. Caratteristiche del cimitero sono le tombe di famiglia in ceramica sassolese, tra le quali spiccano il monumento funebre della famiglia Strucchi, con il busto in gesso di Margherita Mundatori in Strucchi, quello dei Rubbiani, realizzato dal fiorentino Carlo Casaltoli nel 1891, e quello dei Marazzi, con il busto del giovane Eusebio, opera del 1933 del sassolese Fernando Prampolini. Il camposanto, fuori uso dal 1982, è stato sostituito per le sepolture dal Cimitero Nuovo Urbano.

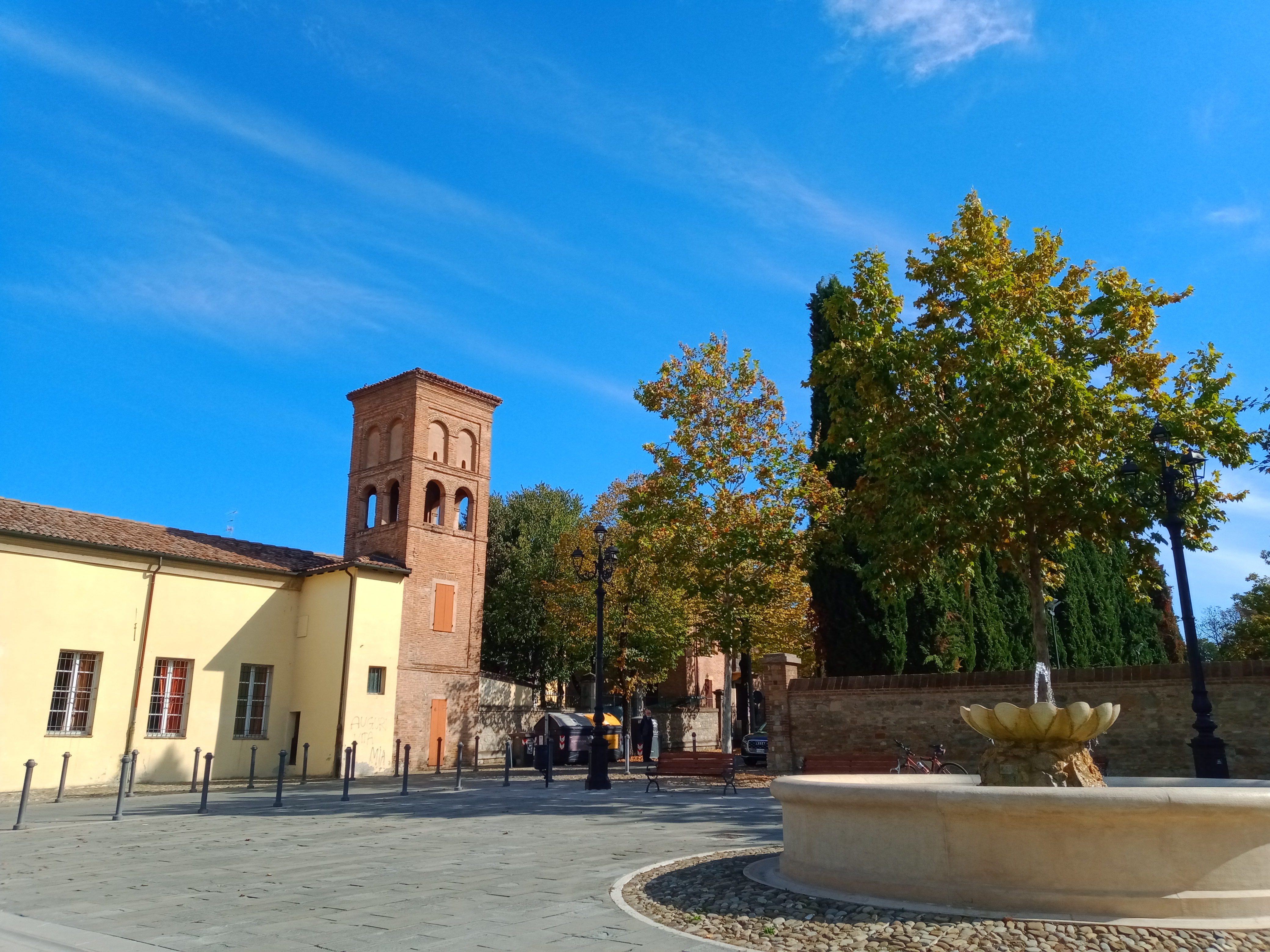
La chiesa di Sant'Anna e l'adiacente piazzale Porrino.

Chiesa di Madonna di SottoRisalente al 1287. Al suo interno è conservata la Madonna del Macero.
Chiesa di Sant'AnnaCostruita nel 1610, adibita inizialmente a ospizio per i pellegrini, poi a ospedale ed infine a caserma. Attualmente è la sede di un asilo infantile e di una scuola per l'infanzia.
Chiesa di Santa ChiaraEdificata a partire dal 1613 e benedetta dal vescovo di Reggio nel 1629, fu utilizzata inizialmente come monastero e poi dal 1798 come ospedale per gli infermi. La facciata è situata in via Menotti.

### Architetture militari

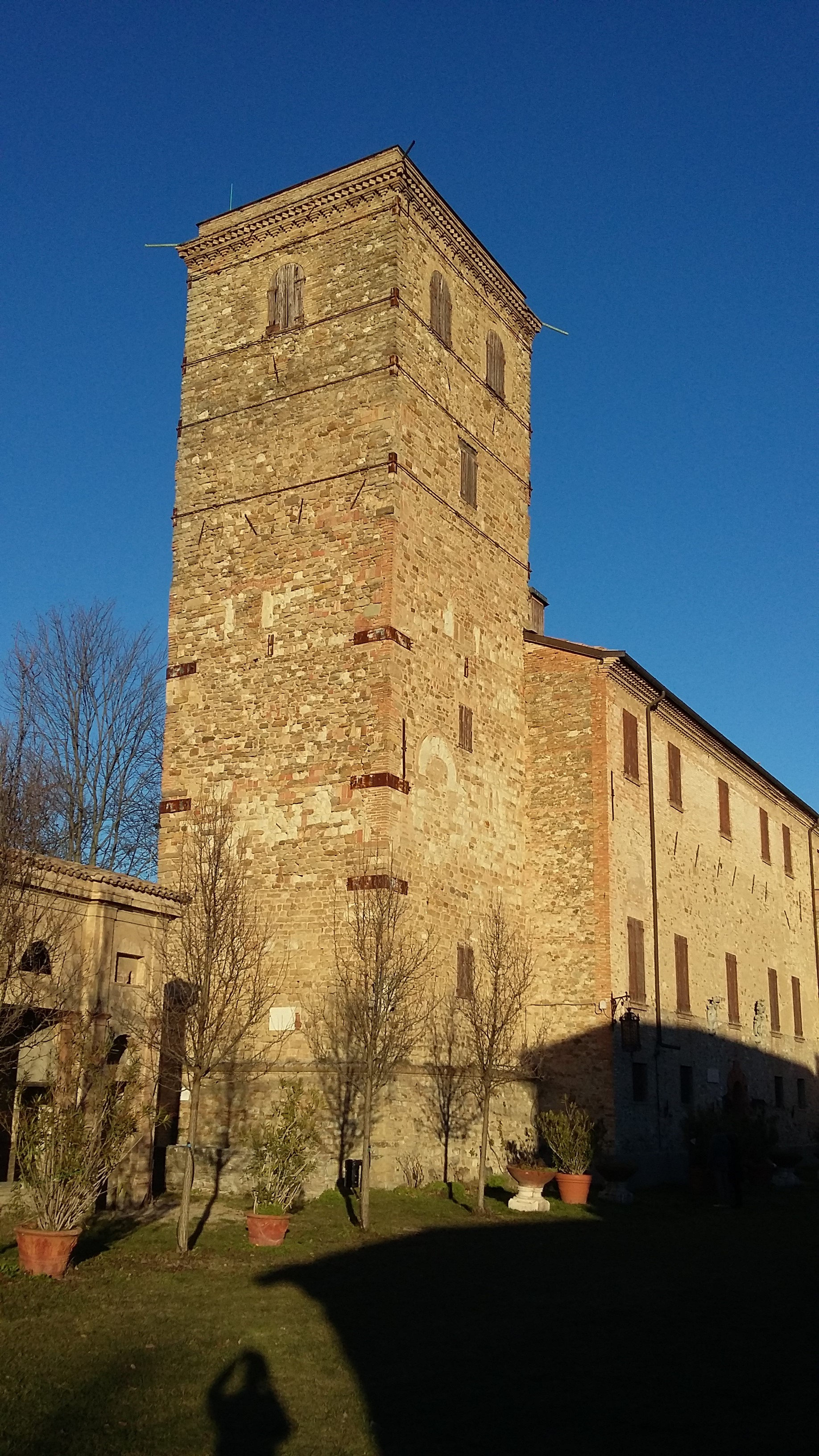
Il mastio del castello di Montegibbio.

Castello di MontegibbioEretto nel 920 nell'omonima frazione, fu inizialmente utilizzato dai canonici del Duomo di Parma per difendersi dagli attacchi degli ungari, poi entrò a far parte dei possedimenti di Bonifacio di Canossa e della figlia Matilde, e infine passò ai signori Della Rosa di Sassuolo. Distrutto nel 1325 dal ghibellino mantovano Francesco Bonaccolsi, fu ricostruito l'anno successivo quando i Della Rosa, con l'aiuto del guelfo Versuzio Lando, si riappropriarono del feudo. Ceduto agli Este nel 1375 e ai Pio di Savoia nel 1499, fu distrutto nel 1501 a causa di un terremoto e rimase abbandonato per oltre un secolo; nel 1636, con la cessione di Montegibbio ai nobili Boschetti di Modena, fu ricostruito. Passò poi al marchese Ottavio Spolverini di Verona nel 1696, al nobile Luigi Canonici di Ferrara nel 1767, alla famiglia Nanni nei primi dell'Ottocento e infine, nel 1851, ai Borsari di Finale Emilia, che lo ristrutturarono. Oggi è di proprietà del comune di Sassuolo.

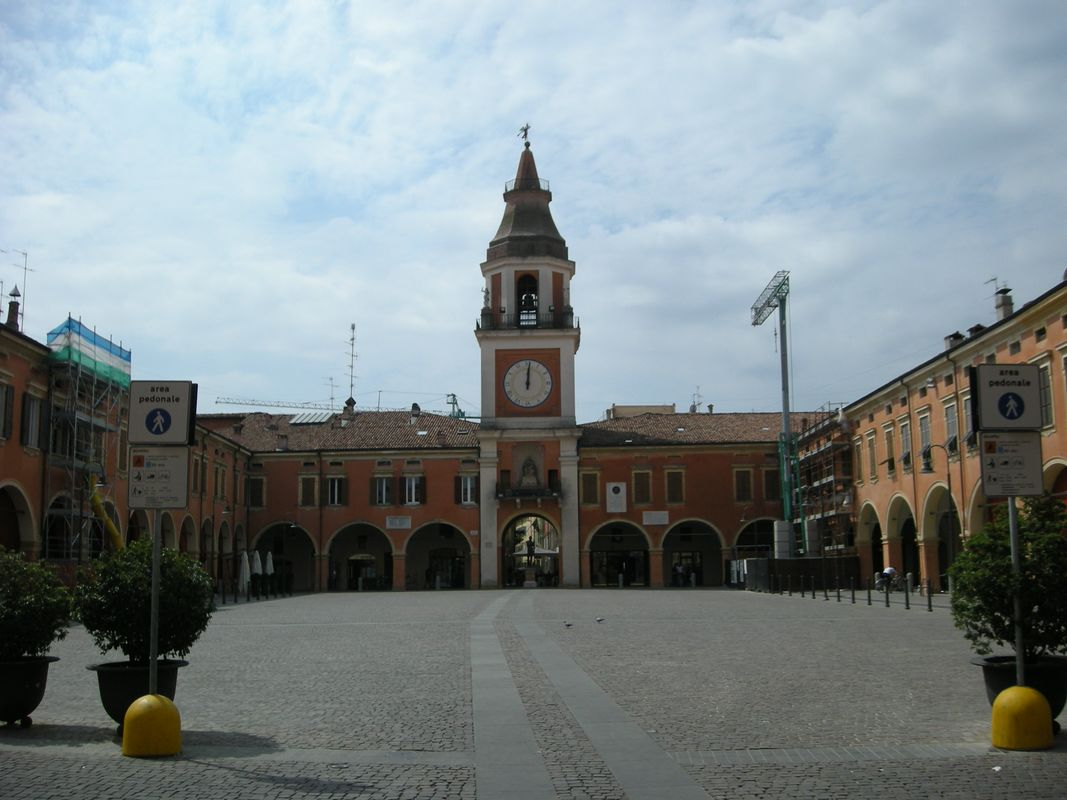
Piazza Garibaldi.

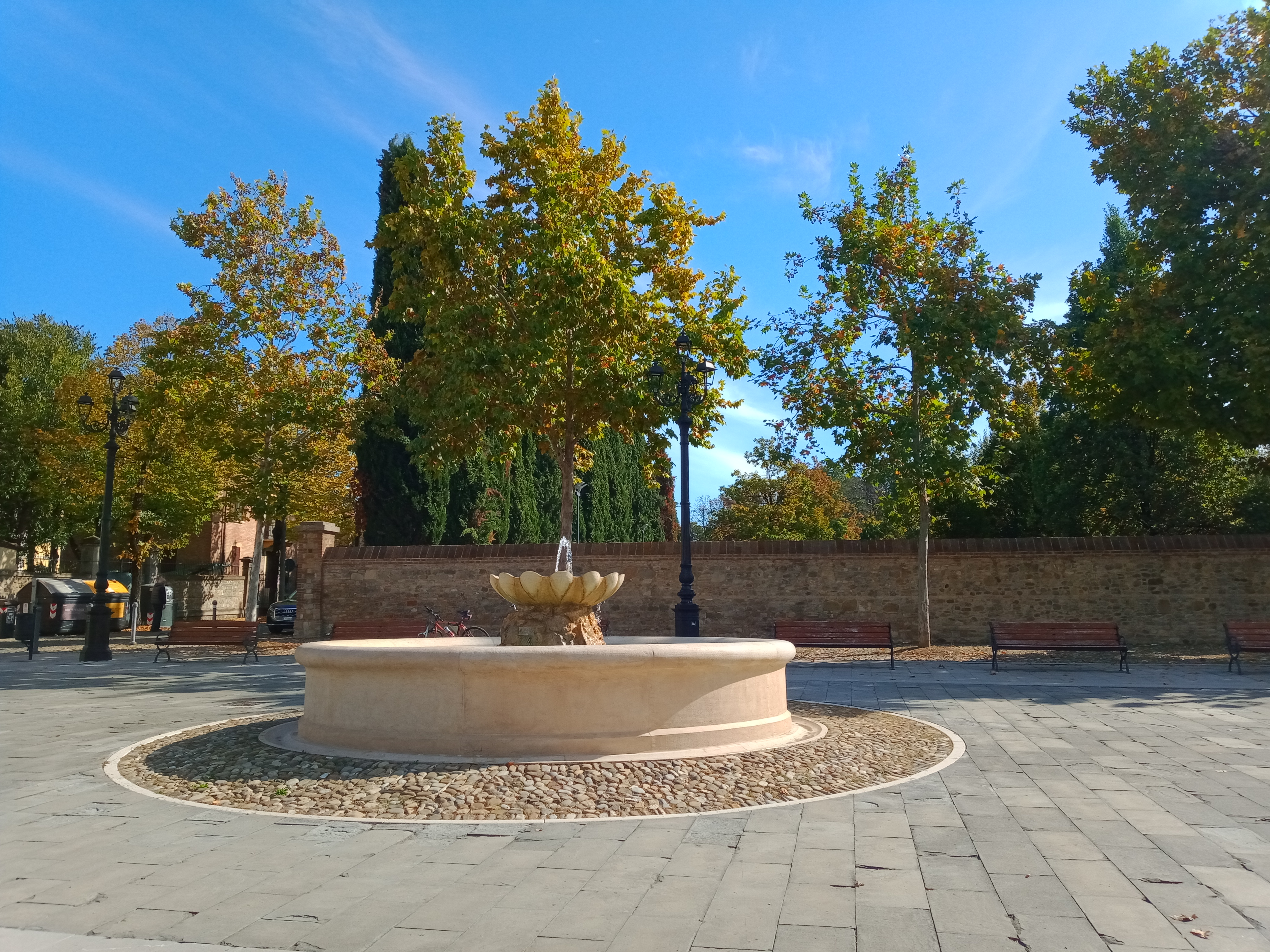
Piazzale Porrino.

### Architetture civili

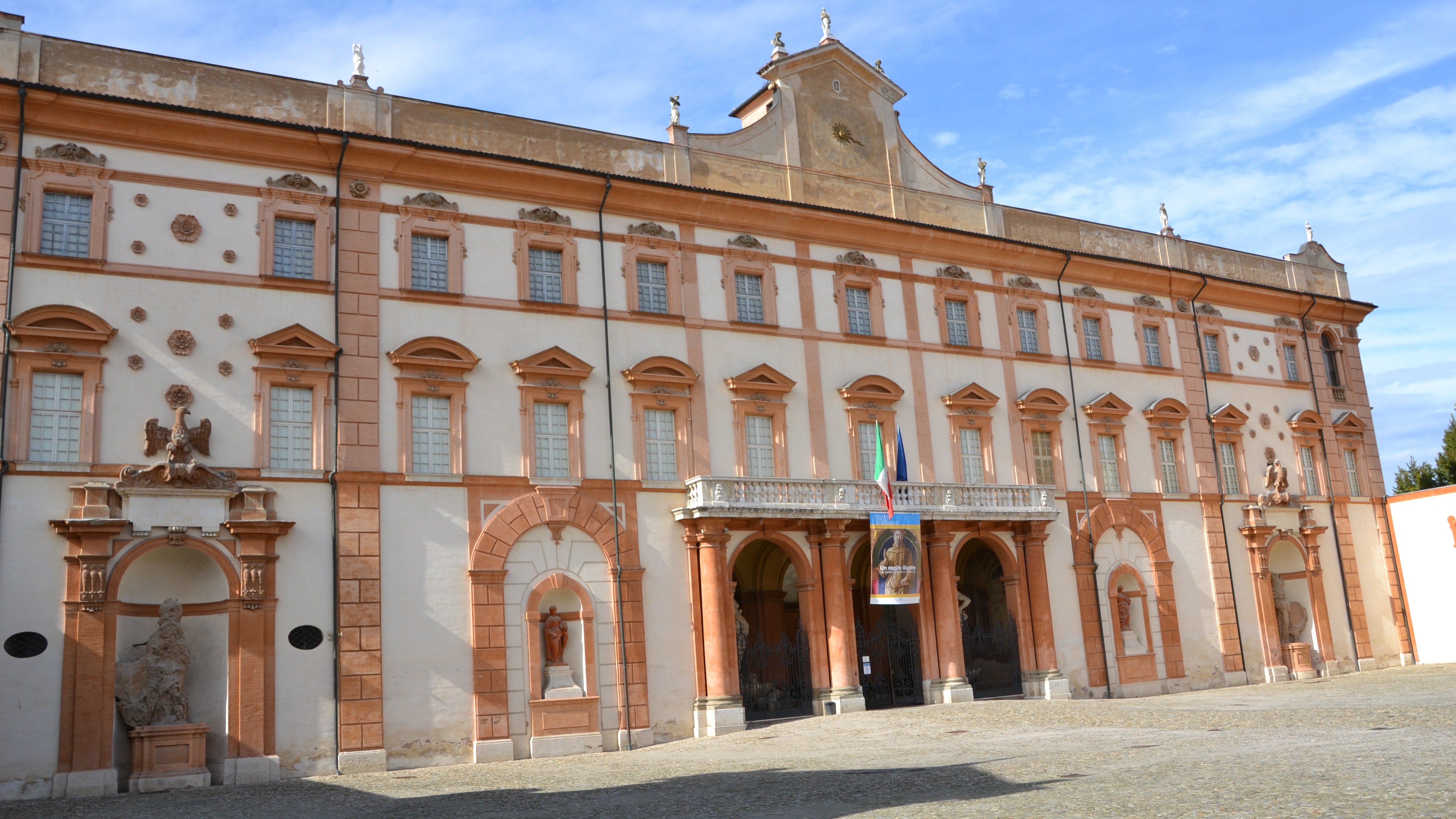
Facciata del Palazzo Ducale.

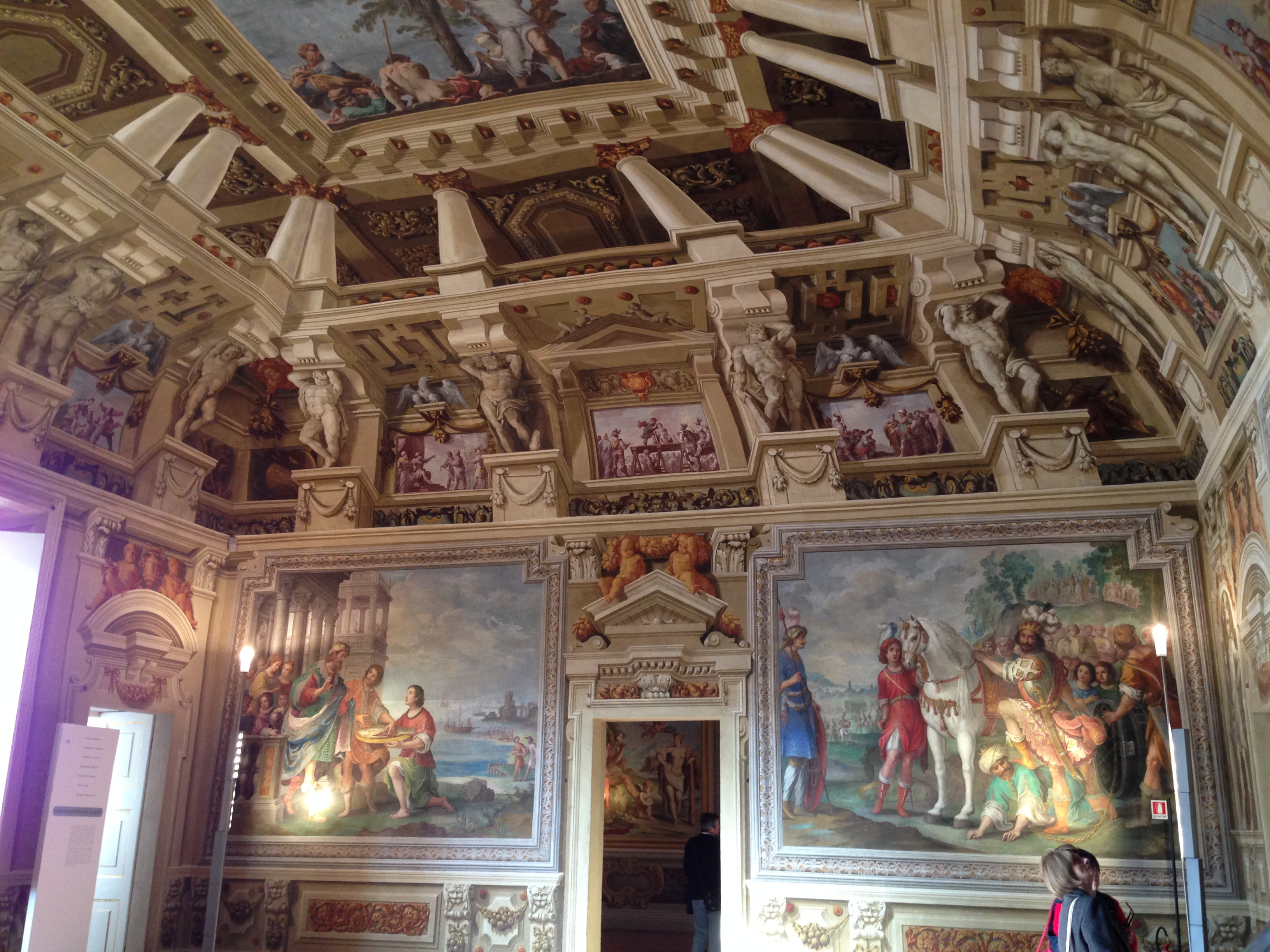
Il Camerino del Genio, affrescato da Jean Boulanger.

Palazzo DucaleResidenza estiva dei duchi di Modena, edificato su disegno di Bartolomeo Avanzini nel 1634 sul sito del castello dei Pio. Al fasto della facciata corrisponde negli interni una ricchissima pittura murale, composta da trompe l'oeil e fregi in tipico stile barocco, opera in gran parte dell'artista francese Jean Boulanger (si vedano le spettacolari Sala della Fortuna, Camera dell'Amore, Camera delle Virtù estensi, Camera del Genio, oltre alla galleria e al salone delle Guardie, quest'ultimo affrescato dai celebri Angelo Michelangelo Colonna e Agostino Mitelli). Degna di nota è anche la decoratissima Galleria di Bacco (1650-51), con opere di Gian Giacomo Monti e Baldassarre Bianchi e gli affreschi del Boulanger raffiguranti la vita del dio romano del vino, presenti su tutte le pareti e anche sulla volta. All'ingresso sono poste lateralmente due statue raffiguranti Galatea e Nettuno, mentre una terza statua, la Divinità marina con delfino, è situata in una grande nicchia nel cortile interno. Tutte e tre le statue furono scolpite da Antonio Raggi su disegno di Gian Lorenzo Bernini. Nel grande Parco annesso alla residenza si trova poi la cosiddetta Peschiera Ducale (chiamata dai locali “Il Fontanazzo”), una piscina circondata da finte rovine che suggeriscono l'idea di un'antica città sommersa, e il viale prospettico che porta al Casino del Belvedere, dove si trovano le tempere raffiguranti dodici Ville di delizia degli Este.

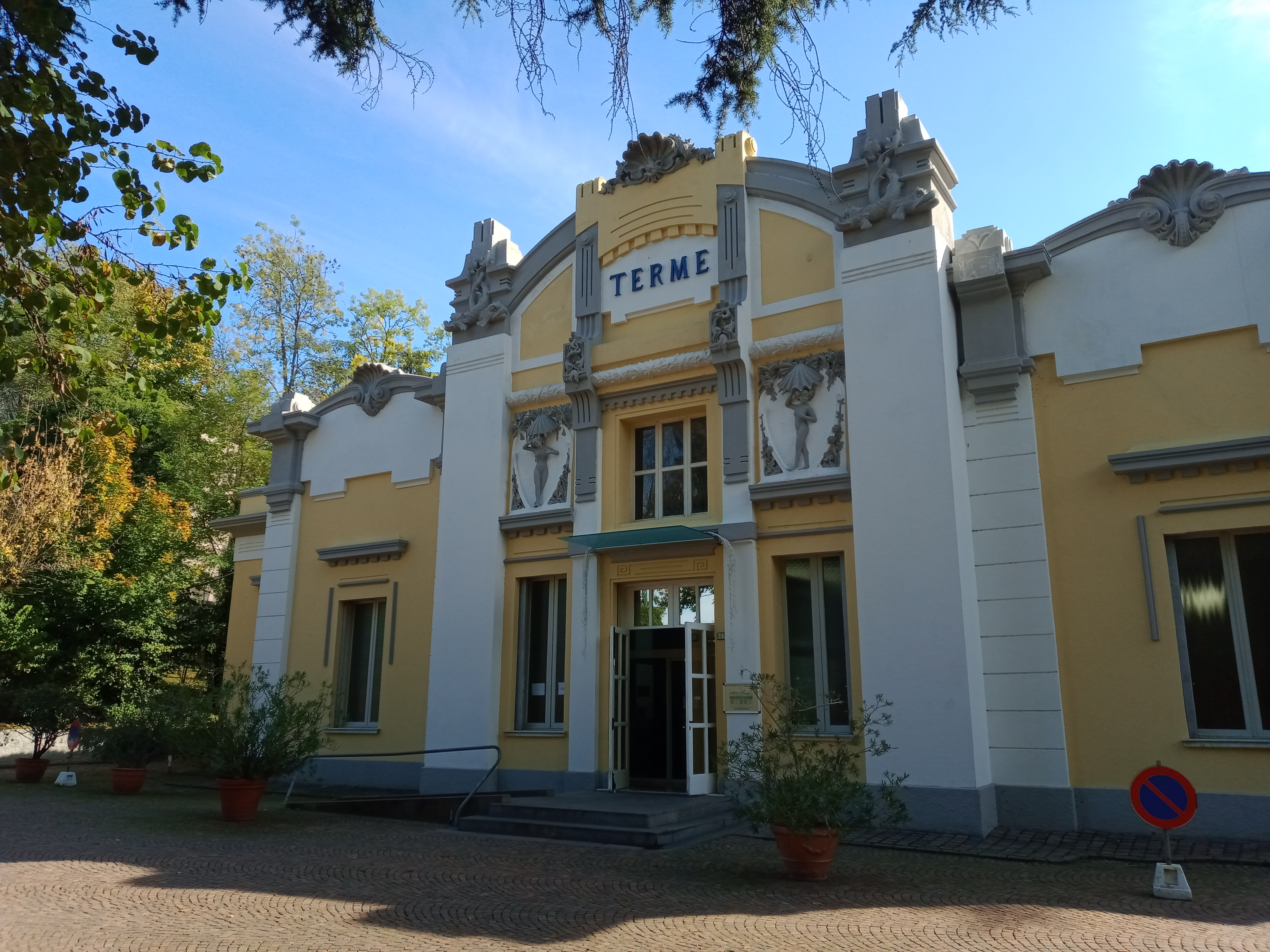
Terme della Salvarola

Terme della SalvarolaLe sorgenti termali della Salvarola, situate nell'omonima frazione, sono tra le più importanti in Italia. Note sin dall'età romana e frequentate dalla stessa Matilde di Canossa, furono adibite a sorgenti termali solo nel 1884, anno in cui l'avvocato Luigi Rognoni vi fece costruire il primo albergo; già nel secolo precedente, il dott. Gaetano Moreali aveva provato a riutilizzare le sorgenti per i suoi benefici curativi, ma con scarsi risultati. Le terme furono chiuse durante le due guerre mondiali di inizio secolo, ma furono nuovamente operative nel 1958. La facciata in stile liberty delle terme, dell'architetto modenese Pietro Carani, risale al 1910. Le terme attualmente dispongono di quattro tipi di vasche: Salso-Bromo-Iodica, Solfureo-Salso-Bicarbonato-Alcalino-Terrosa, Solfureo-Bicarbonato-Magnesiaca e Solfureo-Bicarbonato-Alcalino-Terrosa.

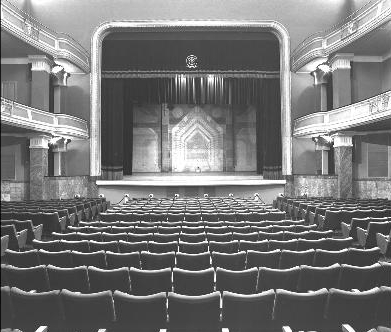
Interno del Teatro Carani nel 1970.

Palazzina della CasigliaCostruita nel 1560 per volere di Ercole Pio e successivamente modificata dall'architetto Pietro Bezzi negli anni 1749-50, durante il governo di Francesco III d'Este. Dal settembre 1992 è la sede di Confindustria Ceramica;
Teatro CaraniInaugurato il 25 dicembre 1930, fu costruito su disegno di Zeno Carani grazie ai finanziamenti dei cugini sassolesi Eugenio e Mario Carani. Utilizzato per concerti, spettacoli teatrali e rappresentazioni cinematografiche, è inagibile dall'ottobre 2014 a causa del crollo di un controsoffitto. Restaurato dopo 10 anni di chiusura, è stato riaperto il 2 marzo 2024. Il teatro è stato ristrutturato grazie ai fondi messi a disposizione da alcuni mecenati (imprenditori e cittadini sassolesi), che hanno poi donato il Teatro alla città. Nell'occasione della riapertura si è tenuto un concerto del cantante Nek, nativo di Sassuolo.
Politeama socialeEdificato a partire dal 1906 dopo l'abbattimento di un precedente teatro settecentesco, fu inaugurato il 12 ottobre 1912 con la messa in scena della Cavalleria Rusticana di Pietro Mascagni e successivamente dei Pagliacci di Ruggero Leoncavallo. Nel 1935 fu acquisito dal Comune di Sassuolo, che lo adibì dapprima a Casa del Fascio e poi, nel secondo dopoguerra, a sala da ballo, soprannominata Caldiròun (calderone). Attualmente il teatro, inutilizzato da decenni, versa in grave stato di degrado;
Villa GiacobazziRisalente al XVII secolo, fu prima di proprietà dell'avvocato Giovanni Andrea Moriali e poi della nobile famiglia Giacobazzi. Attualmente è la sede della Biblioteca per Ragazzi "Leontine", chiamata così in onore della contessa Leontine Giacobazzi, che ereditò la villa dal padre Antonio alla fine dell'Ottocento.

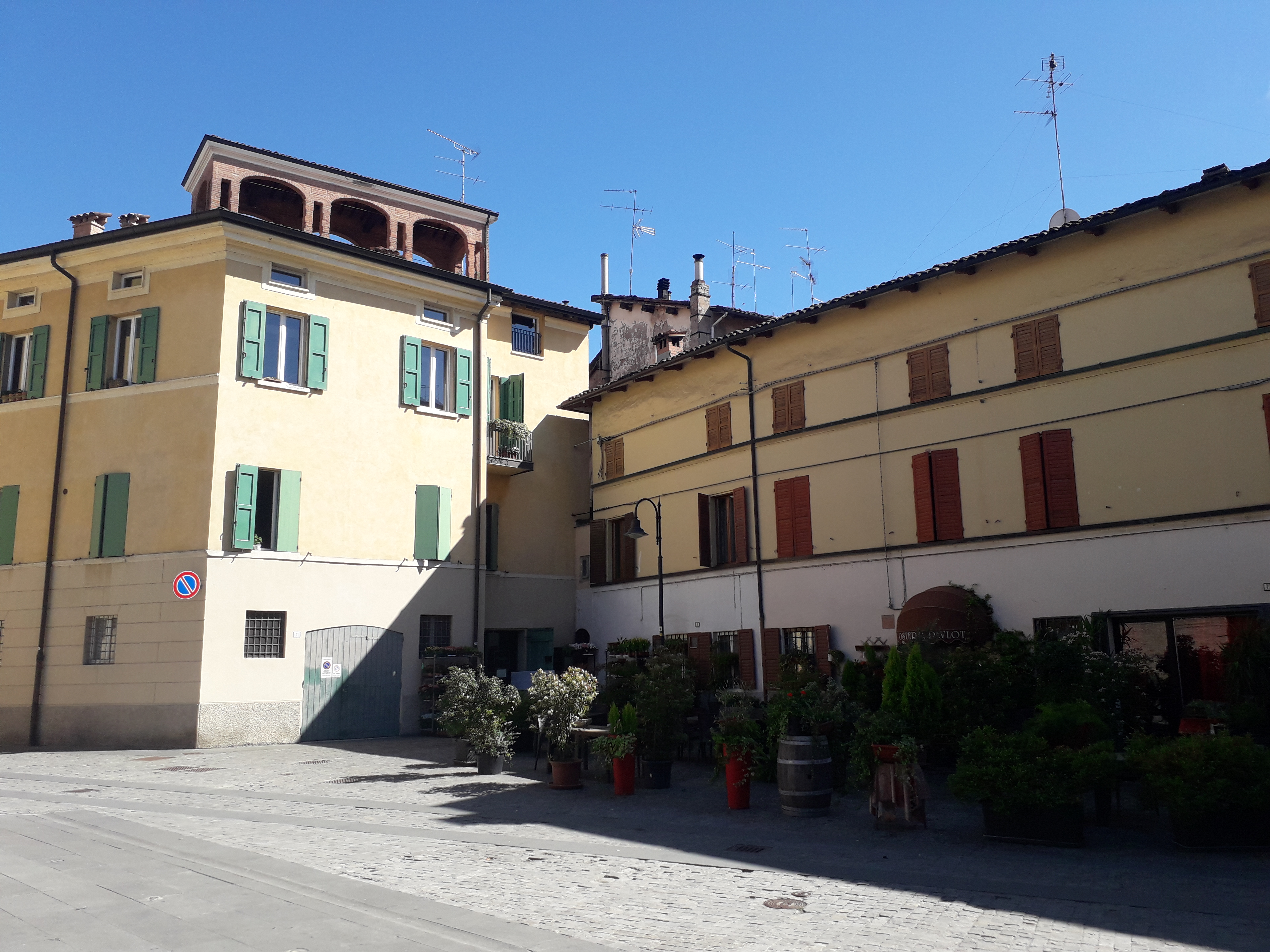
Angolo di Piazzale Roverella.

Piazza GaribaldiChiamata dai sassolesi Piazza Piccola, iniziò ad essere costruita nel 1517 da Alessandro Pio. Simboli della piazza sono la Torre Civica o dell'Orologio, chiamata dai sassolesi Campanone, opera del 1676 di Antonio Loraghi, e il Monumento ai Caduti, costruito nel 1921 da Giuseppe Graziosi in ricordo dei caduti della prima guerra mondiale. A fianco del Campanone fu posta, nel 1902, una lapide in ricordo del passaggio a Sassuolo di Giuseppe Garibaldi, avvenuto il 2 novembre 1859, prima dell'inizio della spedizione dei Mille; La piazza era chiamata anche Piazza dei Cristiani, della Torre o dell'Orologio.
Piazza Martiri PartigianiChiamata dai sassolesi Piazza Grande e, in passato, Piazza del Bestiame, risale anch'essa al Cinquecento, ma la sua fisionomia è stata spesso modificata nel corso dei secoli. Si affacciano su tale piazza la Chiesa di San Giorgio e la Guglia di Marco Pio. Nella prima metà del XX secolo si chiamava ufficialmente Piazza Vittorio Emanuele II;
Piazzale Della RosaChiamato così a partire dal 1872 in onore dei signori Della Rosa, è quello su cui si affacciano il Palazzo Ducale e la chiesa di San Francesco in Rocca. In passato era chiamato Piazzale di San Francesco;
Piazzale PorrinoRisalente alla fine dell'Ottocento, è quello su cui si affaccia la chiesa di Sant'Anna. La fontana presente nel piazzale, ripristinata nel 2001, era utilizzata in passato dai militari per abbeverare i loro cavalli;
Piazzale RoverellaCosì denominato nel 1872 in memoria di Lucrezia Roverella Pio, madre di Ercole e nonna di Marco III, descritta come una donna pia e molto religiosa.

## Società

### Evoluzione demografica
Abitanti censiti

### Etnie e minoranze straniere
Al 31 dicembre 2023 la popolazione straniera era di 5 831 unità, pari al 14,2% della popolazione residente. La comunità straniera più numerosa è quella proveniente dal Marocco con il 28,8% di tutti gli stranieri presenti sul territorio, seguita dall'Albania e dalla Romania.

### Lingue e dialetti
Il dialetto sassolese è una varietà afferente alla lingua emiliana, parte del gruppo linguistico gallo-italico. Tali dialetti sono accomunati dal sostrato celtico, che li inserisce insieme al francese nella famiglia delle lingue gallo-romanze. Inoltre, tutte le varietà linguistiche localizzate a nord della linea La Spezia-Rimini costituiscono lingue romanze occidentali, rendendo la linea La Spezia-Rimini la più grande frontiera linguistica del mondo romanzo.
L'evidente somiglianza al francese non è dunque il risultato di alcuna recente dominazione, ma si tratta della condivisione di un comune sostrato linguistico celtico tra il gallo-italico, la lingua d'oïl, e l'occitano.
Il dialetto sassolese, insieme al fioranese, è intrinsecamente legato all'area di Scandiano-Rubiera-Castellarano, con cui ne condivide le caratteristiche principali, differenziandosi così dal modenese cittadino.
Alcune delle caratteristiche che accomunano il sassolese al reggiano sud-orientale sono: A) la finale -our come in dutaur, fiaur, pitaur invece che dutor, fior, pitor in modenese. B) -ou come in fouren, bongiourn, cuntourn, dou invece che foren, bongiorn, cuntorn, du in modenese. C) -tz si trasforma in -s, come seina (cena), seinter (centro), sulêr (allacciare) invece che tzeina, tzeinter, tzuler in modenese. Dal montanaro condivide, anche se in minore intensità, la lunghezza delle u, come duur (duro), muur (muro), skuur (persiane), ciuus (porcile) invece che dur, mur, skur, cius nel modenese cittadino.

### Religione
Nel comune di Sassuolo, così come nel resto d'Italia, la religione più professata è il cattolicesimo. Sono presenti otto parrocchie, afferenti alla diocesi di Reggio Emilia-Guastalla. In minoranza ma comunque numerose sono le comunità di musulmani, Testimoni di Geova ed evangelici.

### Tradizioni e folclore
- Festa di San Giorgio - La festa del patrono di Sassuolo, che si svolge il giorno 23 aprile. Mentre oggi la ricorrenza si celebra in maniera più semplice, in passato veniva allestita una vera e propria fiera.[93]
- Processione del Sacro Tronco (o semplicemente "Al Sante tràunch" in dialetto locale) - Si svolge il giovedì santo, giorno in cui il Santissimo Crocifisso conservato nella chiesa di San Francesco in Rocca viene esposto al pubblico e trasportato per tutto il centro storico durante la processione serale. Nel corso della giornata vengono anche preparati e venduti i tradizionali tiramolla (tiremòla in dialetto).[93]
- Festa di Sant'Eufemia - Si svolge nel mese di giugno presso la chiesa di Madonna di Sotto. Sant'Eufemia è la patrona di Irsina, paese della provincia di Matera che ha dato i natali a circa 4500 immigrati sassolesi.[94]

## Cultura

### Istruzione
Nel territorio del comune di Sassuolo sono presenti undici scuole elementari, di cui una parificata, tre scuole medie e cinque scuole superiori, tutte situate in città, ad eccezione della scuola primaria Don Gnocchi, che si trova nella frazione di San Michele.
Sassuolo dispone di una biblioteca comunale, intitolata allo storico sassolese Natale Cionini e istituita nel 1857 su richiesta di Luigi Cavoli, il quale ottenne l'appoggio del sindaco Luigi Dallari. Dal 1986, la biblioteca è sita nella Paggeria di via Rocca, di fronte al Palazzo Ducale, mentre la sezione per ragazzi, denominata "Leontine", è stata trasferita nel 2013 nei locali di Villa Giacobazzi.

### Cucina

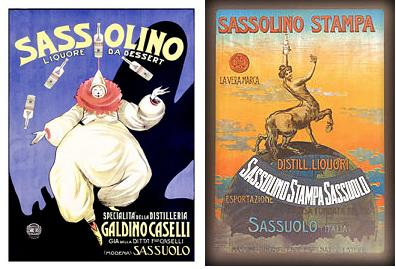
Il sassolino prodotto dalle distillerie Caselli e Stampa.

Il sassolino, liquore all'anice la cui origine risale al 1804, è opera di alcuni droghieri svizzeri provenienti dal Cantone dei Grigioni che si trasferirono a Sassuolo e fondarono la distilleria Bazzingher, ora Stampa. Quest'ultima, assieme alla distilleria Caselli del 1860, produce ancora oggi il sassolino. La distilleria Roteglia, nata nel 1848, produce invece il nocino, altro liquore tipico del territorio.
Il tiramolla, zucchero caramellato tipico delle feste pasquali, è esclusivamente sassolese. La sua preparazione viene mostrata al pubblico una sola volta all'anno, il giovedì santo, durante la processione del Santissimo Crocifisso.
Come nel resto del Modenese e del Reggiano, tipici della zona sono il gnocco fritto (al gnôch frett), le crescentine (o tigelle) (al cherseint o al tigêl), la stria (una tipica focaccia), il bensone (al busilaun), i tortellini (i turtlein), lo zampone (al sampaun), il parmigiano reggiano (al parmsân) e il cotechino (al cudghein). Nonostante sia una specialità tipicamente reggiana, è molto popolare a Sassuolo anche l'erbazzone (al scarpasaun).

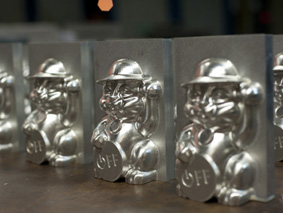
Maneki Neko, premio ufficiale dell'Ozu Film Festival di Sassuolo

### Eventi
- Fiere d'Ottobre - Si tengono da oltre cinquecento anni tutte le domeniche del mese d'ottobre e coinvolgono commercianti, protagonisti della cultura e del volontariato. Tali domeniche hanno un loro nome proprio: la prima è la féra di Curiàus (fiera dei curiosi), la seconda féra dal Bèli Dann (fiera delle belle donne), la terza féra di Resdàur (fiera dei capifamiglia), la quarta féra di Sdàs (fiera dei setacci, nel senso di "sciocchi") e la quinta, quando c'è, féra di Stumpài (fiera dei tappi, nel suo significato di "persone di bassa statura").[99][26]
- Festivalfilosofia - Kermesse culturale organizzata a Sassuolo, Modena e Carpi, si svolge in un fine settimana di metà settembre. La fiera ha avuto come ospiti i più importanti filosofi, sociologi e antropologi contemporanei, quali Zygmunt Bauman, Henri Atlan, Umberto Galimberti, Cvetan Todorov, Emanuele Severino, James Hillman, Remo Bodei, Silvia Vegetti Finzi, Enzo Bianchi, Massimo Recalcati, Carlo Sini.[100]
- Ozu Film Festival - Festival internazionale dedicato al cortometraggio, si svolge nel mese di novembre. La kermesse, nata nel 1993, è intitolata a Yasujirō Ozu, maestro del cinema giapponese, ed è giunta, nel 2014, alla ventiduesima edizione.[101]

## Geografia antropica

### Urbanistica

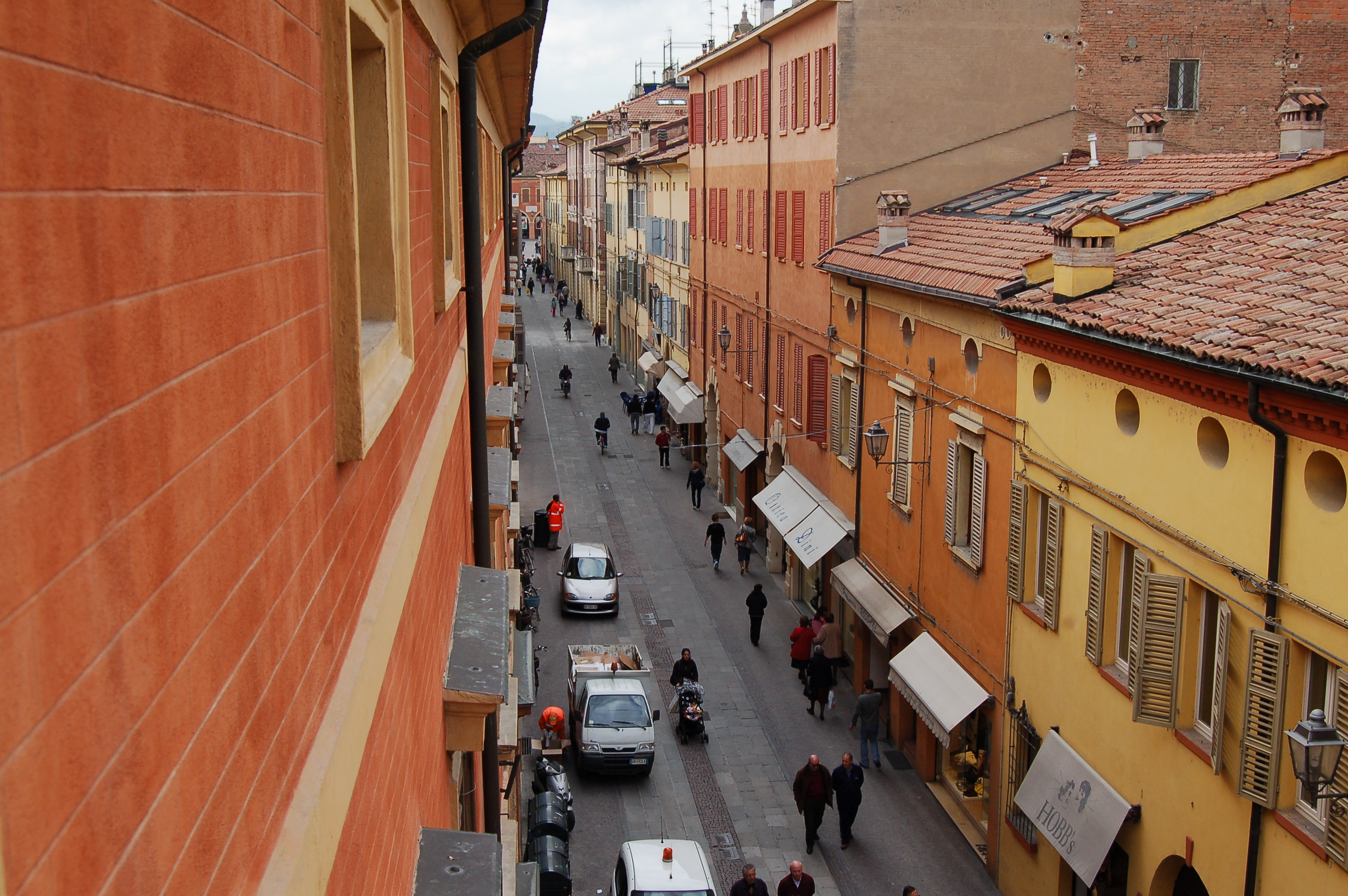
Via Ciro Menotti, risalente alla fine del XVII secolo, in origine era chiamata contrada Case Nuove.

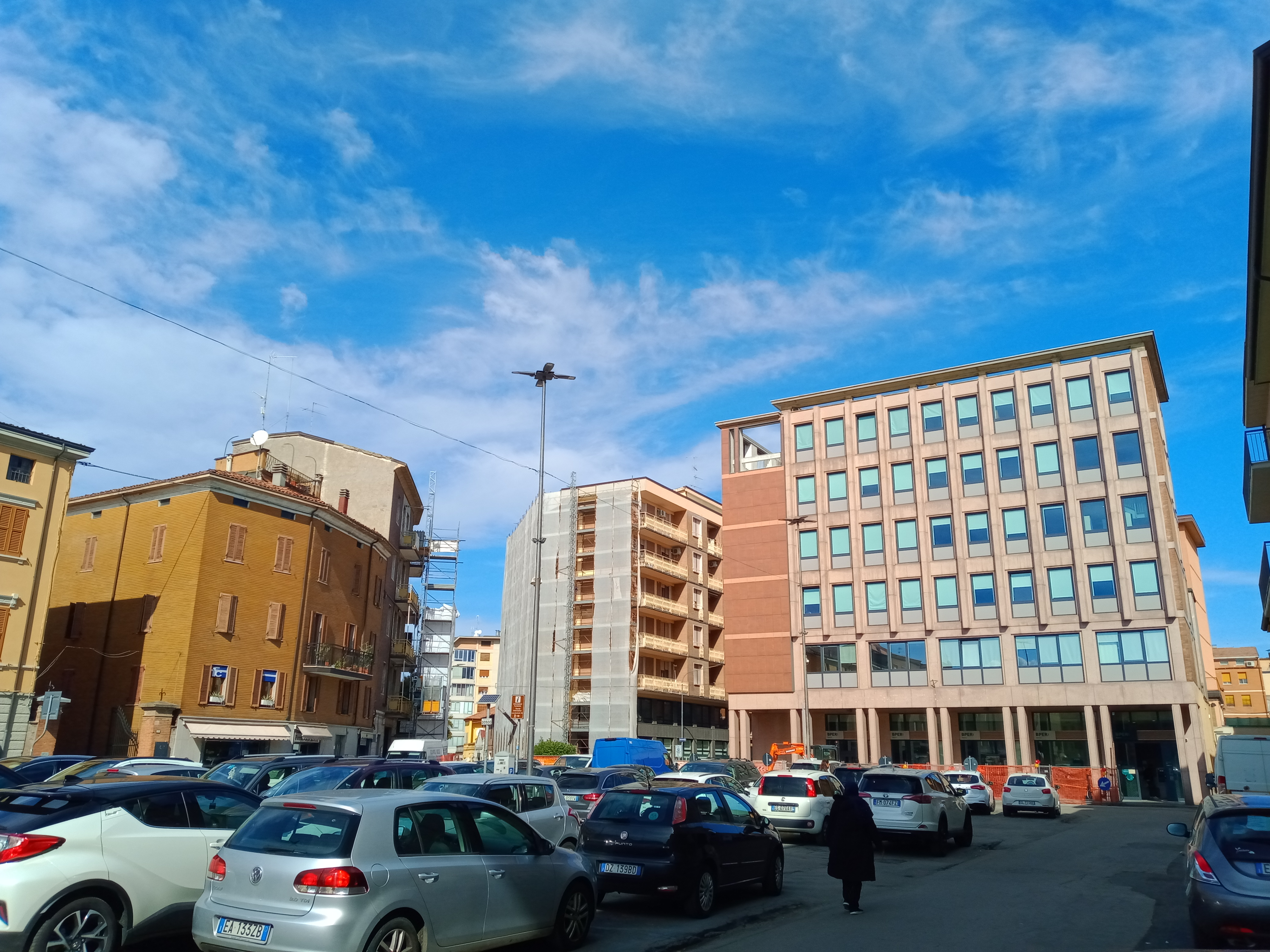
Veduta di Piazza Martiri Partigiani con il palazzo ospitante la banca sullo sfondo. L'edificio è recente, e sostituisce il settecentesco palazzo d'Espagnac, acquistato nel 1881 dal conte Charles Honoré D'Amarzit De Sahuguet D'Espagnac e abbattuto negli anni sessanta del Novecento.

Escludendo l'atto notarile del 980, Sassuolo viene citata con il titolo di castello a partire dal XII secolo. Nel 1284 i signori Della Rosa si occuparono dell'ampliamento del borgo con la costruzione di una solida cinta di mura con annesso fossato; dal 1425 nacquero poi due centri abitati al di fuori delle mura. Di questa originale struttura medievale non è rimasto assolutamente niente, mentre è ancora riconoscibile l'assetto rinascimentale voluto dai Pio, con l'attuale Piazza Garibaldi e la Piazza del Mercato del 1555 (ora Martiri Partigiani), quest'ultima usata come punto di incontro dei due nuclei abitati con il Palazzo e la chiesa di San Giorgio. Le principali vie di comunicazione urbane erano rappresentate dall'attuale Via Cavallotti, creatasi dall'unione dei due borghi (chiamati Inferiore e Superiore), la parallela strada dello Spirito Santo (l'attuale via Fenuzzi), e via Clelia, via Ghiarona e via de' Lei, che congiungevano le due contrade principali. Va infine citata anche la strada collegante Sassuolo al paese di Fiorano, chiamata semplicemente "strada del portone di Fiorano".
La città fu poi ampliata anche nei secoli successivi, con la costruzione di nuovi edifici, piazze e assi viari (nell'Ottocento si arrivò a sette piazze e 19 strade principali), del cimitero di San Prospero e l'abbattimento di alcuni portici. Per l'ampliamento vero e proprio bisognerà però aspettare il Novecento, quando nacquero nuovi quartieri residenziali e furono risanati quelli vecchi. Furono inoltre inaugurati la Piazza del Littorio (attuale Piazza della Libertà), il campo sportivo (1929) e l'importante viale XX Settembre, e per risolvere il problema del traffico fu approvato, nel 1936, il piano regolatore di Sassuolo dell'ingegnere modenese Dante Colli, ideatore della circonvallazione che ancora oggi circonda il centro abitato.

### Frazioni e località minori

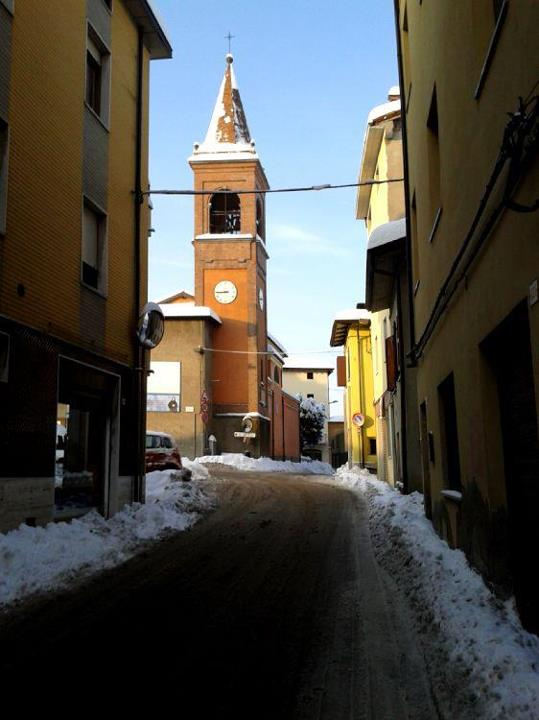
Campanile della chiesa di San Michele.

- San Michele dei Mucchietti, nota semplicemente come San Michele (San Michêl), conta 1 614 abitanti ed è situata a 6,53 chilometri da Sassuolo.[103] In origine, secondo un documento dell'anno 888, il territorio corrispondeva ad alcuni appezzamenti di terra venduti da una certa Donna Berta di Piacenza a tre fratelli "di villa Mocletolo" (primo nome della località[104]). Nel corso dei secoli San Michele fu soggetta al controllo di diversi signori: i primi furono i conti di Castellarano, seguiti dai Gonzaga, i Rodeglia, il comune di Reggio e i Duchi d'Este. Infine, il 1º gennaio 1816 divenne frazione di Sassuolo.[105] A San Michele sono presenti una chiesa parrocchiale, con la pala d'altare raffigurante San Michele Arcangelo, il cimitero locale, la Palazzina del Belvedere (Riserva di Caccia Ducale) e la Tenuta Vandelli (in precedenza Azienda Agricola Vandelli), l'unica azienda vinicola del territorio, attiva dagli anni 1960.[106]

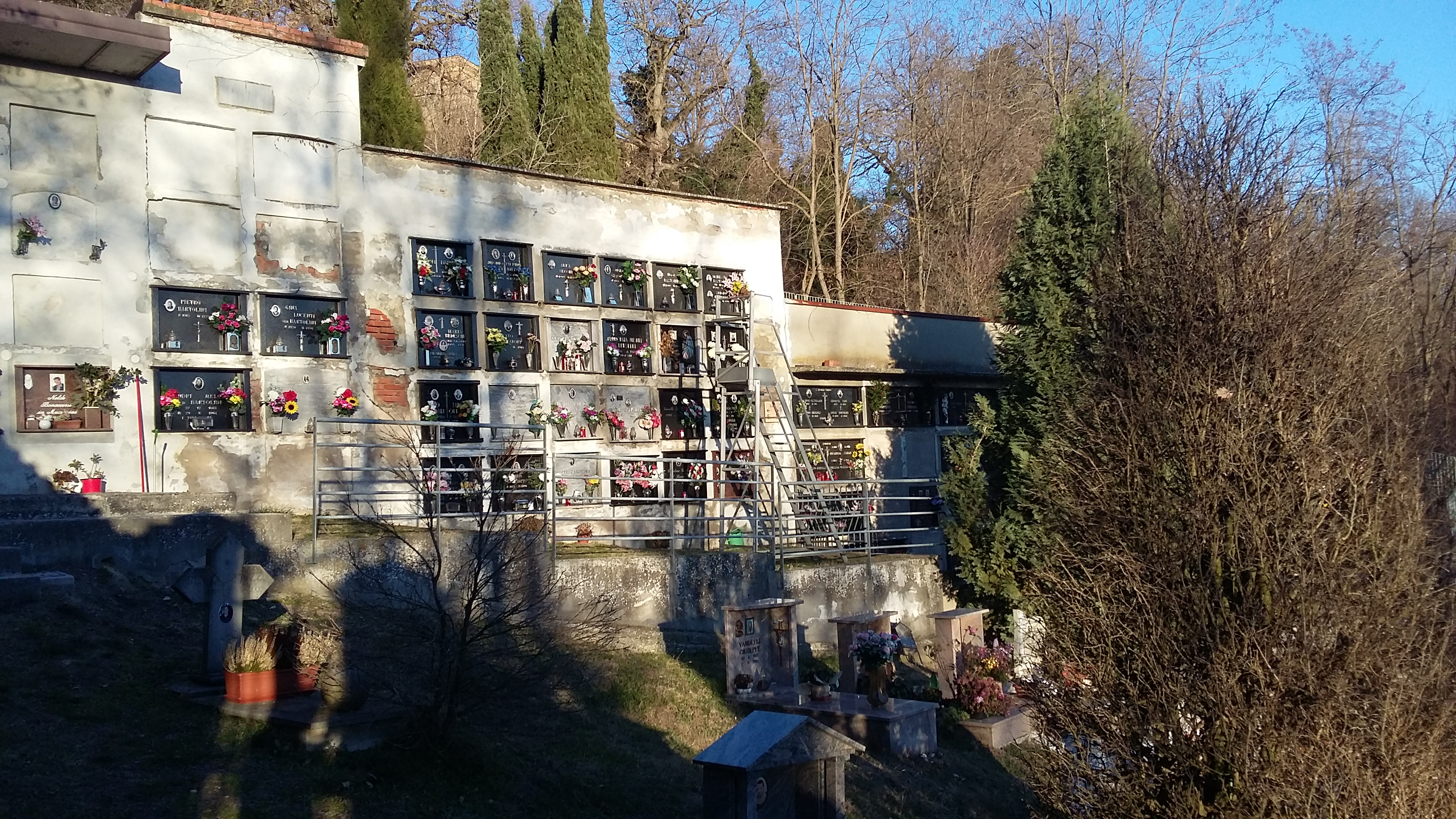
Cimitero di Montegibbio.

- Montegibbio (Muntzébi), anch'essa distante circa sei chilometri dal capoluogo comunale,[107] è nota principalmente per la presenza dell'omonimo castello, risalente al lontano 920. Quest'ultimo è circondato da un parco di modeste dimensioni, intitolato il 27 settembre 2002 al senatore Giuseppe Medici, originario proprio di Sassuolo. Nel parco è presente un busto che lo raffigura, scoperto dall'onorevole Pier Ferdinando Casini. Al castello di Montegibbio è anche presente l'acetaia comunale, inaugurata il 31 maggio 2003.[108] Sui versanti di Montegibbio sono presenti boschi di erica arborea e di pinus sylvestris, di antica origine. La vasta fauna comprende invece animali come il riccio, la talpa, il toporagno, la crocidura, la volpe, la faina, la donnola, il tasso, lo scoiattolo, il ghiro, il moscardino, la lepre, il daino, il capriolo, il cinghiale, il rospo comune, la rana verde, varie specie di lucertola e persino la vipera comune. Anche gli uccelli sono molto numerosi: sono presenti il picchio, la cinciallegra, la poiana, il gheppio, lo sparviere e l'albanella minore, nonché rapaci notturni come la civetta, l'allocco, il barbagianni, il gufo comune e l'assiolo.[109]
- Nonostante il territorio cittadino non sia ufficialmente diviso in quartieri, vi sono alcune zone storicamente definite. I toponimi Ponte Nuovo, Parco, Braida, Rometta, San Polo, San Prospero, Le Due Madonne, Quattro Ponti e Madonna di Sotto - tuttora in uso - appaiono già in mappe risalenti ai primi decenni del diciannovesimo secolo.[110]

## Economia

### Artigianato e industria
La città è famosa a livello internazionale per la produzione delle piastrelle di ceramica; qui e nei comuni limitrofi hanno sede o hanno stabilimenti produttivi e di ricerca i principali produttori di piastrelle, come Marazzi, Ragno, Refin, la linea per la casa di Versace, Daytona, Panariagroup e Marca Corona, la più antica ceramica di Sassuolo, risalente al 1741. Nonostante l'apertura dei mercati ai paesi in via di sviluppo, le cui industrie producono ceramiche a basso costo, la fama del distretto ceramico di Sassuolo è notevolmente aumentata negli ultimi anni, e vengono prodotti materiali di qualità sempre più elevata. Le aziende italiane produttrici di piastrelle di ceramica sono rappresentate e assistite da Confindustria Ceramica, che ha sede nella Palazzina della Casiglia di Sassuolo.
Per quanto riguarda l'artigianato, la città è rinomata per i laboratori di oreficeria e di gioielleria.

### Turismo

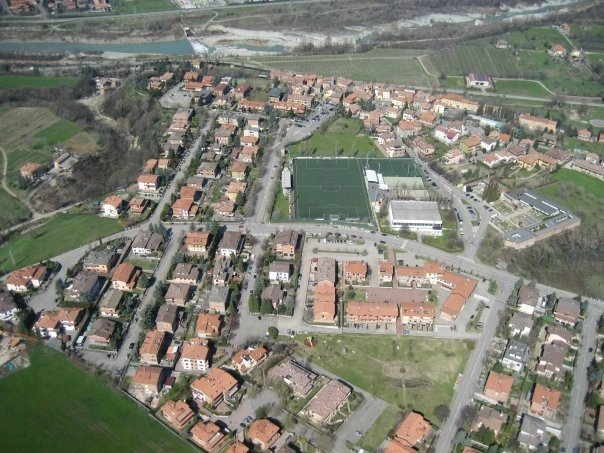
Veduta di San Michele dei Mucchietti con il Percorso Natura del Secchia sullo sfondo.

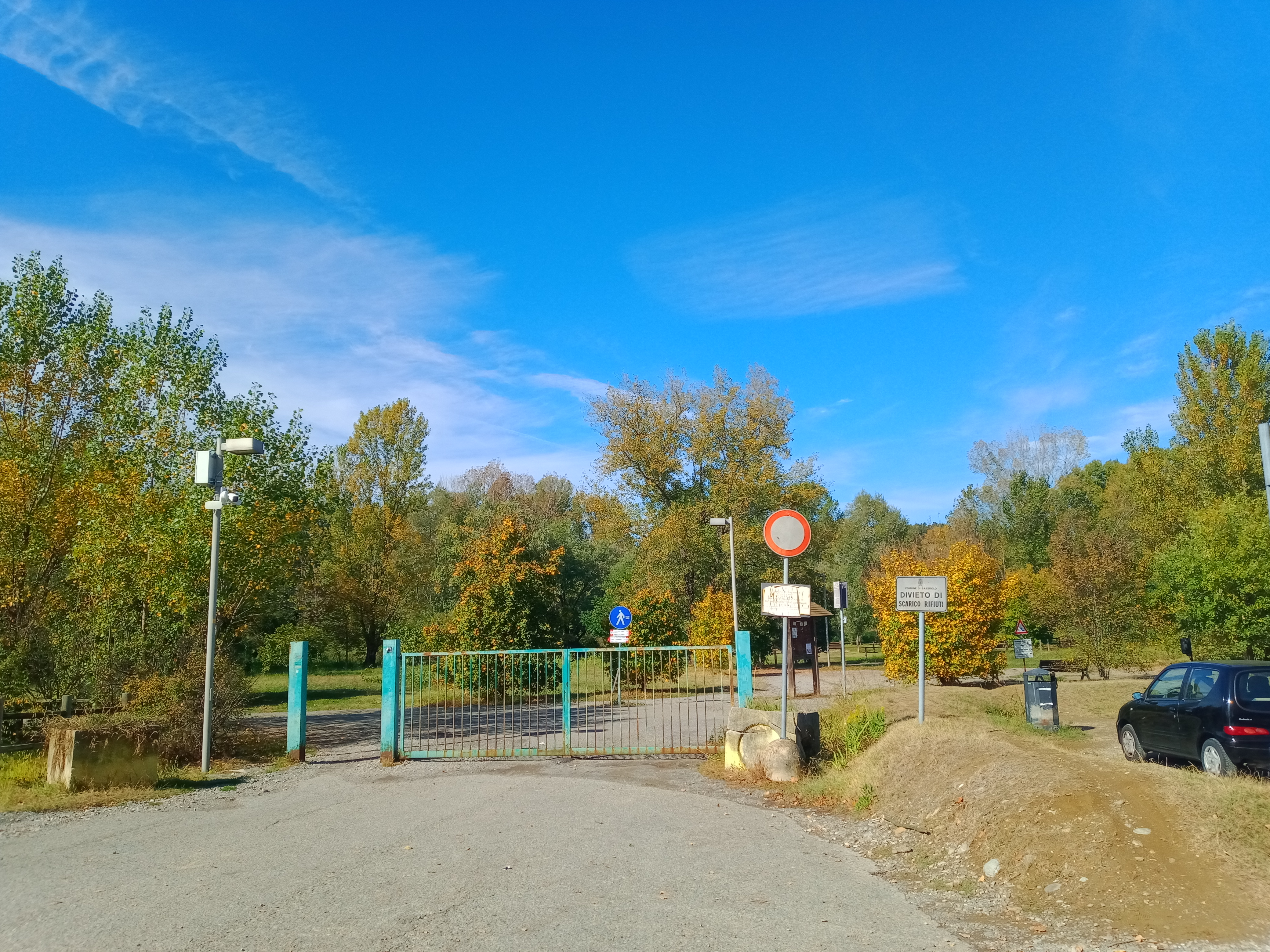
Punto di partenza del Percorso Natura del Secchia in via dei Moli.

Nel territorio di Sassuolo sono presenti diversi itinerari che permettono non solo di ammirarne il paesaggio, ma anche la storia, i monumenti, la vivacità della vita quotidiana e le tradizioni. Uno dei più conosciuti e frequentati è il Percorso Natura del Secchia da Sassuolo a Pescale, sottoposto nel 2002 ad un intervento di riqualificazione che lo ha reso oggi meta di ciclisti, appassionati di jogging e passeggiatori. L'itinerario permette di addentrarsi in tutta tranquillità nella natura che costeggia il fiume Secchia.
Il punto di partenza è fissato in via dei Moli, dal cui parcheggio è consigliato prendere il sentiero in direzione sud attraverso il centro abitato di San Michele dei Mucchietti, fino ad arrivare alla diga di Castellarano, in provincia di Reggio Emilia, da dove è possibile continuare in un altro sentiero in direzione di Ponte Pescale, attraversare la diga e raggiungere il centro storico di Castellarano, oppure proseguire nel percorso principale tenendo la destra e affiancando la sponda reggiana del Secchia. Una recente passerella ciclo-pedonale, inaugurata nel giugno 2010, permette poi di ritornare al punto di partenza, sulla riva modenese del fiume.
Un altro itinerario è la Via dei Vulcani di Fango, percorso comunemente noto come quello delle Salse di Nirano, inaugurato ufficialmente nel 2015, il quale comprende, oltre a Sassuolo, i comuni di Fiorano Modenese, Maranello e Viano.
Il fenomeno delle Salse di Nirano, nonostante non sia raro in Italia, essendo presente anche in altre località emiliane e venete, è comunque quello più noto agli storici e agli studiosi, i quali lo studiano con molto interesse sin dall'antichità.
Nel comune di Sassuolo, le Salse sono presenti nella frazione di Montegibbio, più precisamente in località La Campagna, a 275 metri di altitudine. La prima citazione di queste Salse risale all'anno 77, quando Plinio il Vecchio ne parla nel suo Naturalis historia. Altri autori, nei secoli successivi, tennero traccia di tutte le eruzioni provocate dall'attività delle Salse di Montegibbio, l'ultima delle quali avvenne nel 1835.

## Infrastrutture e trasporti

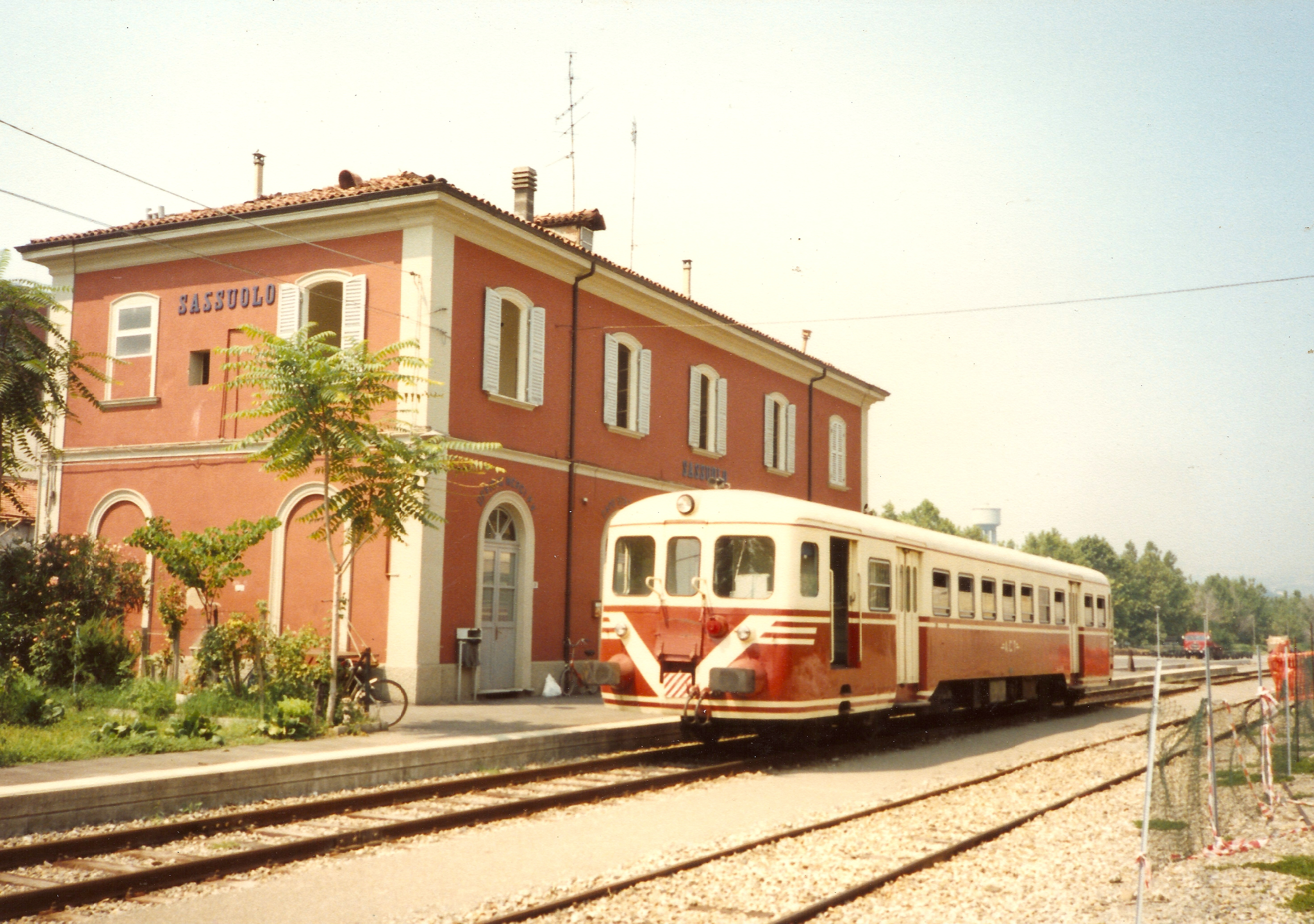
La stazione di Sassuolo ACT nel 1990.

### Strade
Sassuolo è attraversata dalla strada provinciale 467 R Nuova Pedemontana, che la collega ai vicini centri abitati di Fiorano Modenese e Maranello e alla provincia di Reggio Emilia, mentre la Strada statale 724, tratto della Tangenziale Nord di Modena, la collega appunto al capoluogo dell'omonima provincia.

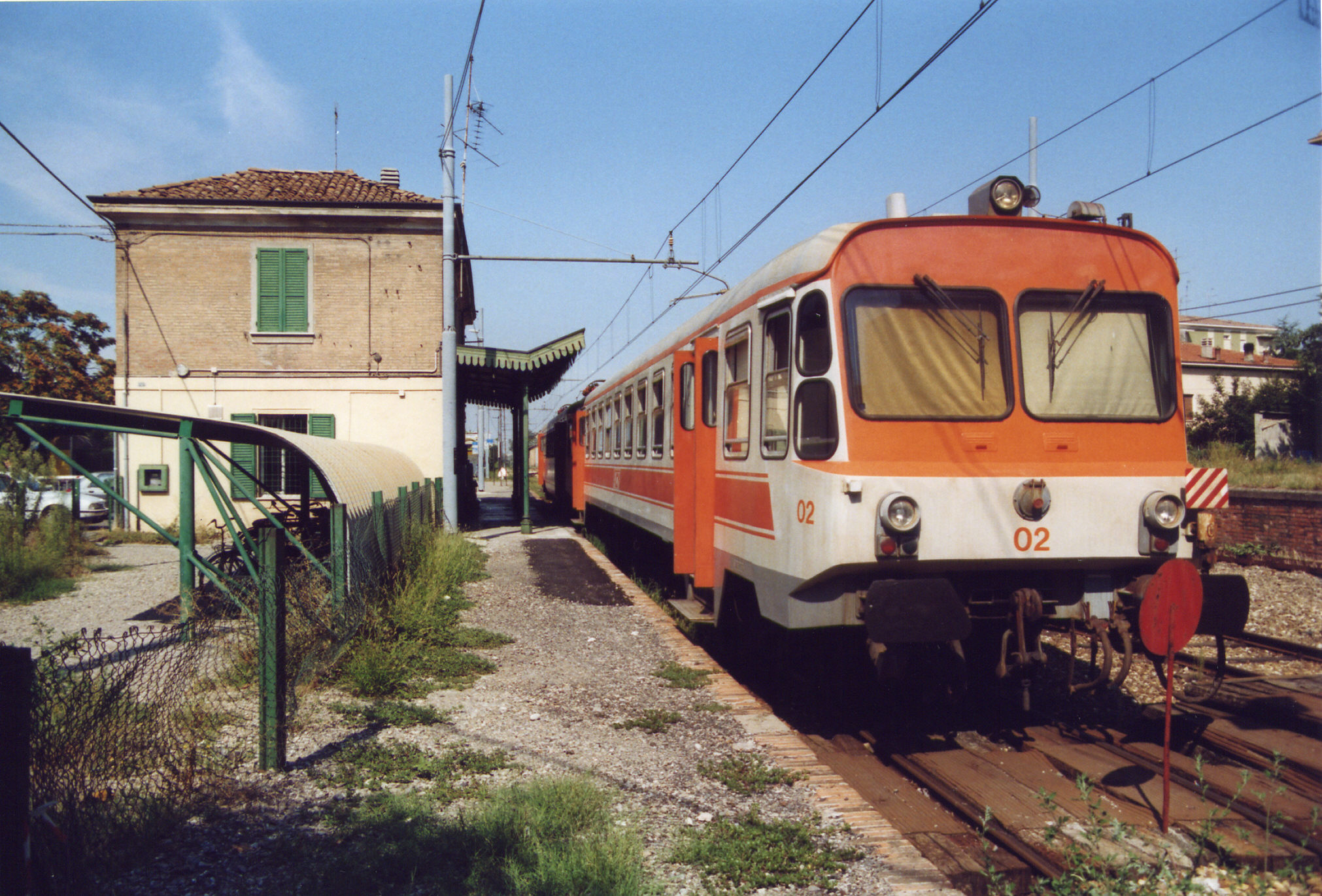
Stazione di Sassuolo ATCM.

### Ferrovie
Il territorio comunale di Sassuolo è raggiunto da due linee ferroviarie, che lo collegano direttamente con Reggio Emilia e Modena: la ferrovia Reggio Emilia-Sassuolo, che effettua capolinea presso la stazione di Sassuolo Radici, e la ferrovia Modena-Sassuolo, con la fermata di Sassuolo Quattroponti e la stazione di Sassuolo Terminal.

#### Storia deltreno dal cócc
Prima dell'elettrificazione della ferrovia Modena-Sassuolo, terminata nel 1928, la gente si spostava utilizzando il treno a gravità, che i sassolesi chiamavano, nel loro dialetto, al treno dal cócc, ovvero "il treno a spinta", poiché giungeva a Modena grazie alla sola pendenza del territorio e con l'ausilio di un carro pieno di ghiaia, che veniva utilizzato come spinta iniziale. Ciò è riportato in un documento datato 7 febbraio 1926, pubblicato sul settimanale dell'epoca "Corriere dell’Appennino".

### Aeroporti
Sassuolo è dotata, dal 1982, di una propria Aviosuperficie.

## Amministrazione
Nei decenni successivi all'Unità d'Italia l'amministrazione comunale era in mano ai liberal-conservatori. Nel 1902 subentrò invece una giunta democratica, spodestata dai cattolici nel 1914. Alle successive elezioni del 1920 - non si tennero infatti durante il periodo bellico - vinsero e si insediarono i socialisti. La giunta comunale socialista si dimise nel 1921 a causa del clima di violenze e intimidazioni diffuse, che portò all'insediarsi dei fascisti nel 1923.
Durante il regime si mantenne viva un'esile ma tangibile presenza antifascista, che all'indomani dell'8 settembre 1943 diede vita alle prime brigate partigiane nella provincia di Modena. Nel dopoguerra si consolidò il predominio amministrativo delle sinistre già nelle prime elezioni del 1946, nonostante una notevole presenza cattolica anche tra gli operai, nel quadro però di una forte conflittualità sociale. Dopo la lunga stagione socialista di Baschieri negli anni del boom e di un forte sviluppo economico e demografico, nel 1970 la guida del comune passò ai comunisti, che lo mantennero quasi ininterrottamente sino al 1990. Negli anni novanta e duemila prevalsero amministrazioni di centro-sinistra a guida cattolico-moderata (dei popolari e poi della Margherita), sino alla storica vittoria del centro-destra alle elezioni del 2009. Da allora vi è stata una stabile alternanza tra il centro-destra, a guida Pdl prima e leghista poi, e il centro-sinistra guidato dal Partito Democratico.

### Gemellaggi
- Irsina, dal 1991[125]
- Lucoli, dal 2011[126]

### Altre informazioni amministrative
Sassuolo è il capoluogo dell'Unione dei comuni del Distretto ceramico, un ente locale costituito anche dai comuni di Fiorano Modenese, Formigine, Frassinoro, Maranello, Montefiorino, Palagano e Prignano sulla Secchia.

## Sport

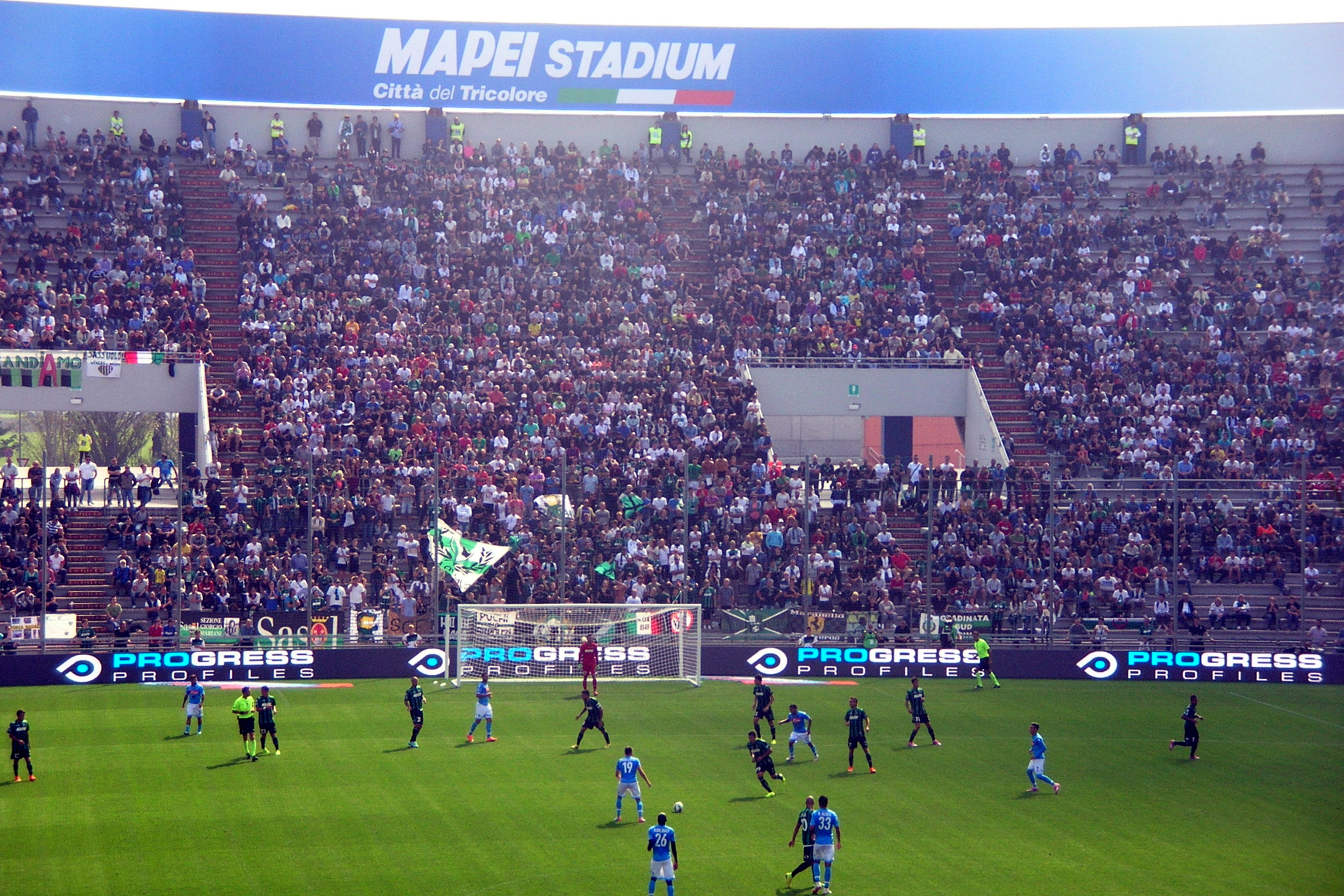
- 0-1 del 28 settembre 2014.

### Calcio
La principale squadra di calcio della città è l'Unione Sportiva Sassuolo Calcio, istituita nel 1920. La squadra ha militato in Serie A per undici stagioni consecutive, fino al 2024, dopo aver ottenuto per la prima volta la promozione vincendo il campionato di Serie B 2012-2013. Nella stagione 2025-2026 torna a militare in Serie A. Il 21 maggio 2016, in virtù del sesto posto in classifica e grazie anche alla concomitante sconfitta del Milan nella finale di Coppa Italia 2015-2016 contro la Juventus, accede per la prima volta ai preliminari di una competizione europea, l'Europa League. Il Sassuolo fa parte di un ristretto numero di squadre provenienti da una città non capoluogo di provincia che hanno militato nel massimo campionato italiano ed è la terza in ordine cronologico ad aver partecipato ad una competizione europea.
La seconda squadra per importanza del comune, la PCS San Michelese Sassuolo, rappresenta la frazione di San Michele dei Mucchietti e milita nel campionato di Promozione.

### Pallavolo

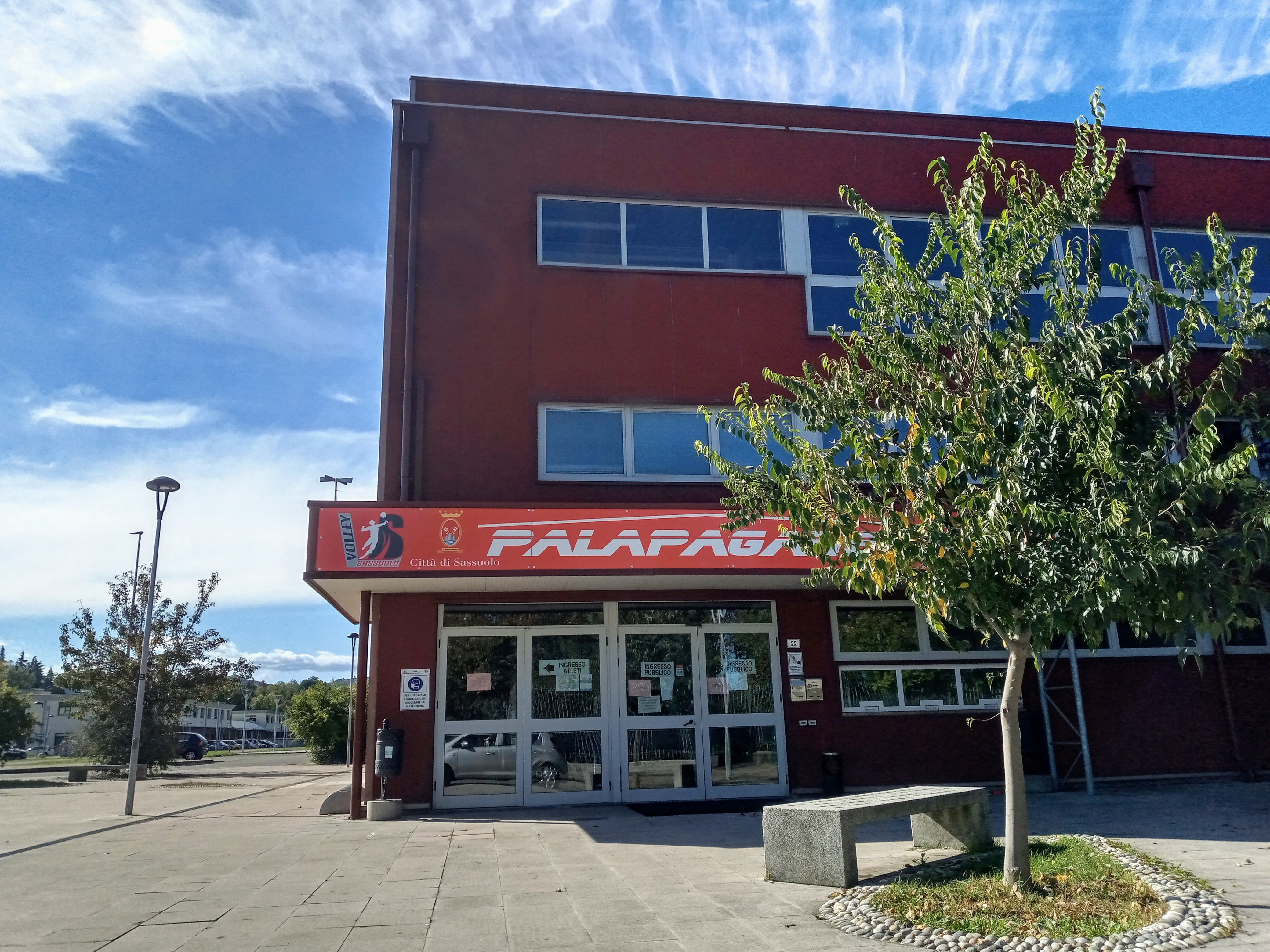
PalaPaganelli.

Nella pallavolo femminile la squadra Sassuolo Volley ha militato fino alla stagione 2008-2009 in Serie A1. Il club ha poi annunciato il ritiro dall'attività agonistica a causa di problemi economici. Il Volley Academy Sassuolo in Serie A2 ha vinto una coppa Italia A2 nel 2018. La pallavolo maschile è stata rappresentata dalla squadra Pallavolo Virtus Sassuolo, che negli anni settanta e ottanta giocò nel campionato di Serie A1, conquistando la Coppa Italia nella stagione 1980-81. Tale società ha cessato definitivamente l'attività nel 2002. Il Volley Sassuolo ASD è presente nel campionato di Serie B.
Volley Sassuolo e Volley Academy Sassuolo giocano nell'arena coperta denominata PalaPaganelli.

### Ciclismo
Il 26 maggio 1999, la 12ª tappa del Giro d'Italia 1999 si è conclusa a Sassuolo con la vittoria di Mario Cipollini.

### Impianti sportivi
- Stadio Enzo Ricci, utilizzato dal Sassuolo Calcio fino alla promozione in Serie B del 27 aprile 2008;
- PalaPaganelli, arena coperta utilizzata per la pratica della pallavolo, situata presso il polo scolastico;
- Pista di atletica leggera, situata presso il polo scolastico, fu inaugurata nel 2001 ed è di proprietà della società Delta Atletica Sassuolo.[134]